# Челси (футбольный клуб)
«Че́лси» (полное название — Футбольный клуб «Челси», англ. Chelsea Football Club, английское произношение: [ˈtʃɛlsiː 'futbɔ:l klʌb]) — английский профессиональный футбольный клуб из Фулема на юго-западе Лондона. Выступает в английской Премьер-лиге, высшем дивизионе в системе футбольных лиг Англии. Основан в 1905 году. Провёл бо́льшую часть своей истории в высшем дивизионе английского футбола. Один из наиболее титулованных клубов страны. Один из клубов-основателей английской Премьер-лиги в 1992 году. «Челси» шесть раз становился чемпионом Англии, восемь раз выигрывал Кубок Англии и пять раз Кубок Английской футбольной лиги. Клуб дважды выигрывал Лигу чемпионов УЕФА, Кубок обладателей кубков УЕФА, Лигу Европы УЕФА, Суперкубок УЕФА, Клубный чемпионат мира, а также один раз выигрывал Лигу конференций УЕФА. «Челси» — единственный клуб, который выиграл четыре главных клубных турнира УЕФА, а также единственный клуб, владевшим двумя еврокубками одновременно.
Несмотря на своё название, клуб располагается не в районе Челси, а в соседнем Фулеме. Домашний стадион «Челси», «Стэмфорд Бридж», на котором клуб играет с момента основания, был открыт в 1877 году. Стадион занимает 9-е место по вместимости в Англии и вмещает более 40 тысяч болельщиков. По данным за 2022 год «Челси» занимает 8-е место в списке клубов с самыми высокими доходами. 8 июня 2017 года журнал Forbes оценил клуб в $1,845 млрд (£1,42 млрд).
Основная форма — синие футболки и шорты с белыми гетрами, подобная комбинация используется с 1960-х годов. Клубная эмблема несколько раз видоизменялась в попытках модернизации клубной символики; текущая эмблема, церемониальный синий лев, держащий посох, является модифицированной версией эмблемы, впервые принятой в 1953 году; данная версия эмблемы была принята в 2005 году. Клуб занимает пятое место по посещаемости домашнего стадиона за всё время участия в английском футболе. Средняя посещаемость домашних матчей в сезоне 2016/17 составила 41 528 человек, или 99,75 % от общего количества мест.
Главным тренером команды является итальянский специалист Энцо Мареска. Капитаном команды является Рис Джеймс.

## История
Клуб быстро завоевал популярность среди болельщиков, но не смог выиграть ни одного трофея в первые 50 лет своего существования. К самому первому успеху «Челси» пришёл в Кубке Англии, он занял второе место в 1915 году и потерпел поражение в полуфиналах в 1911, 1920, 1932, 1950 и 1952 годах.

Диаграмма, демонстрирующая статистику выступлений «Челси» с сезона 1905/06

Череда неудач была окончательно разрушена тренером Тедом Дрейком, который внёс ряд изменений в структуру клуба и привёл «Челси» к первому чемпионству в сезоне 1954/55. Он искоренил в «Челси» последние признаки любительства, объявив:
Слишком много людей приходят на „Стэмфорд Бридж“, чтобы посмотреть футбольный матч, вместо того, чтобы поддерживать „Челси“. За предшествующие годы игроки, должно быть, окончательно устали от популярности эстрадных артистов. Люди должны есть, спать и пить в „Челси“.
Дрейк убрал «Пенсионера „Челси“» с клубной эмблемы и изгнал прозвище «пенсионеры», которое прилипло к клубу вскоре после его основания. «Челси» также получил право участвовать в первом розыгрыше Кубка европейских чемпионов, но Футбольная лига отклонила запрос «Челси» об участии в розыгрыше ссылаясь на загруженный график английского чемпионата.
В 1960-е годы в составе «Челси» появились молодые талантливые футболисты под руководством тренера Томми Дохерти. В течение десятилетия они претендовали на разные титулы, но терпели поражения в финалах. Они были в шаге от выигрыша Кубка Футбольной лиги и других наград в сезоне 1964/65, но потерпели неудачу. В трёх сезонах подряд они были побеждены в трёх важных полуфинальных встречах и вылетали из розыгрыша кубка. В 1970 году «Челси» выиграл Кубок Англии, победив в финале «Лидс Юнайтед». В следующем году команда завоевала свой первый европейский трофей, Кубок обладателей кубков УЕФА, на сей раз обыграв «Реал Мадрид» в Афинах.

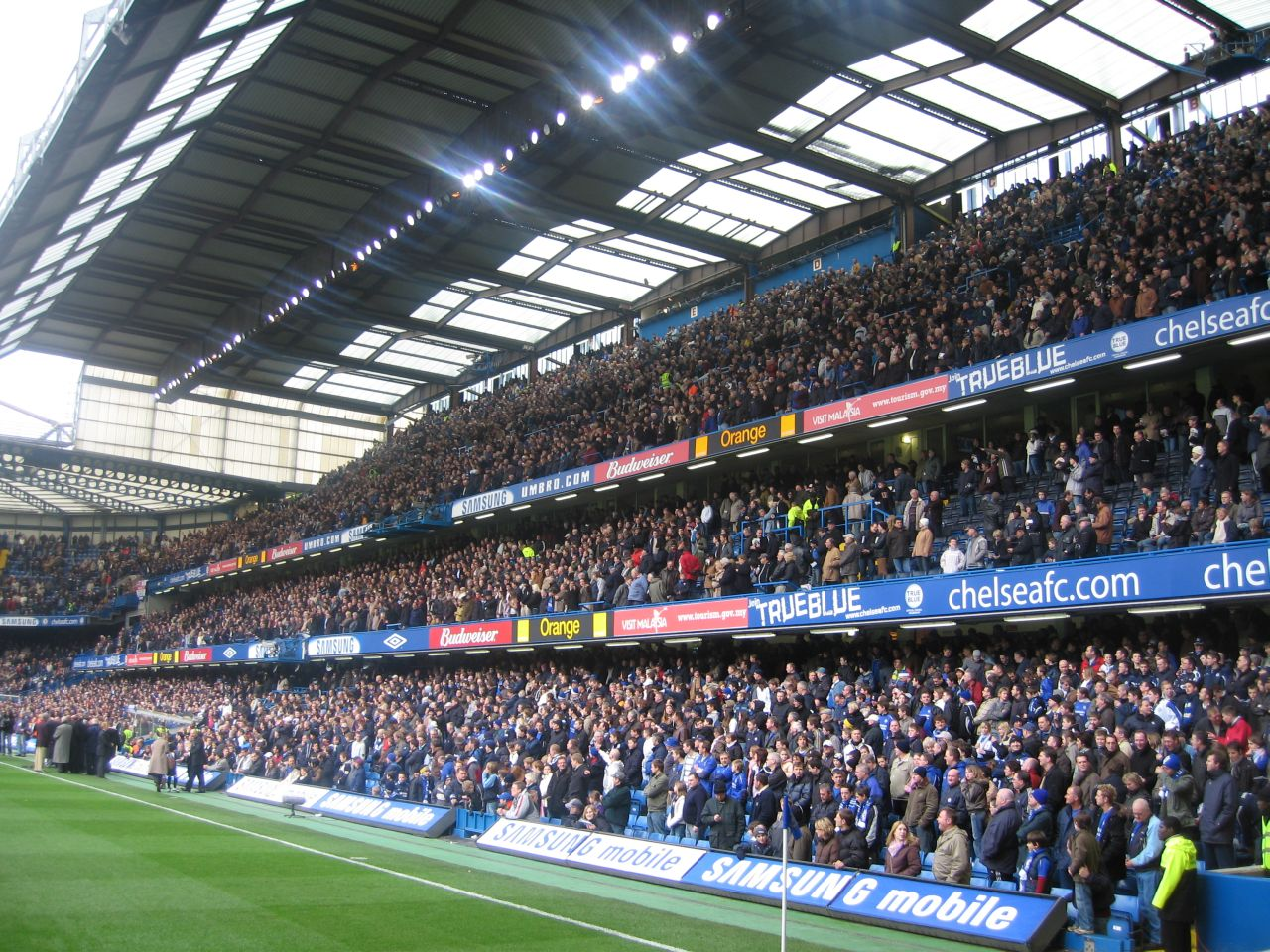
«Ист Стэнд», одна из основных причин финансовых проблем «Челси» в 1970-х и 1980-х годах

В конце 1970-х — начале 1980-х годов был очень бурный период для «Челси». Амбициозные планы реконструкции «Стэмфорд Бридж» поставили под угрозу финансовую стабильность клуба, руководство решило перестроить стадион, чтобы он вмещал 60 000 зрителей. С новой восточной трибуной — «Ист Стэнд» — возникло множество проблем, и её строительство было закончено на год позже. Стоимость работ оказалась выше, чем изначально предполагалось, и бюджет был превышен на 1,3 млн фунтов. Долги стали новым опасным противником клуба. Звёздные игроки были проданы или отданы в аренду, и команда вылетела во Второй дивизион. Дальнейшие проблемы были связаны с пресловутыми хулиганскими элементами среди фанатов, которые были проблемой на протяжении всего десятилетия. В 1982 году положение клуба стало критическим, когда игроки остались без зарплаты, а банк отказывался обналичивать чеки клуба. В клуб был приглашён бизнесмен Кен Бейтс, который до этого работал с маленькими клубами на севере. Бейтс выкупил клуб за номинальную сумму — один фунт стерлингов. Когда клуб обанкротился, владельцы приняли решение продать «Стэмфорд Бридж» строительной компании для того, чтобы расплатиться с долгами. Это решение привело к тому, что команда потеряла стадион и была вынуждена тренироваться вместе с «Фулхэмом» и «Куинз Парк Рейнджерс», а на месте стадиона должны были появиться магазины или жилые дома.

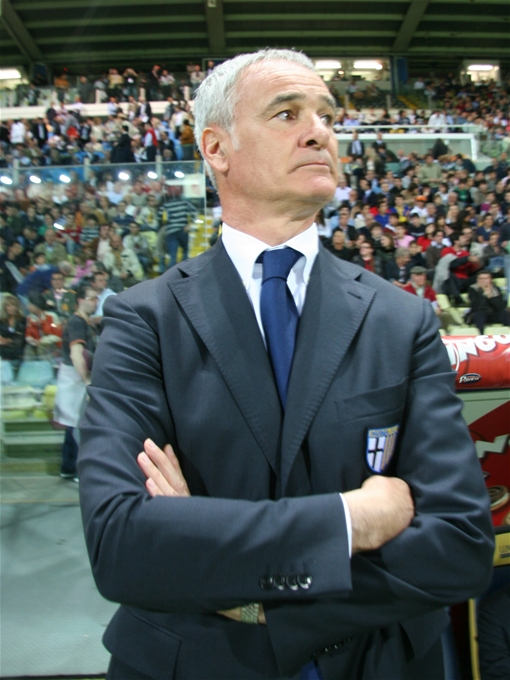
Клаудио Раньери

Сезон 1982/83 не стал удачным для «синих» — они едва не вылетели в Третий дивизион, что могло бы стать для клуба фатальным последствием. Ничья в последнем домашнем матче позволила «Челси» остаться во Втором дивизионе. Но в 1983 году тренер Джон Нил собрал хороший состав с минимальными затратами. «Челси» выиграл Второй дивизион в сезоне 1983/84 и вышел в Первый дивизион, где находился до повторного вылета в 1988 году. Клуб возвратился в элиту уже через год, выиграв чемпионский титул Второго дивизиона в сезоне 1988/89.
Тяжёлая и дорогостоящая борьба президента клуба Кена Бейтса со строительной компанией за возвращение команде собственного стадиона продолжалась 10 лет и увенчалась успехом в 1992 году. По иронии судьбы обанкротилась от биржевого краха именно строительная компания, и клуб вернулся на свой родной стадион.
В 1993 году тренерское кресло занял Гленн Ходдл. Сразу же начал повышаться уровень клуба, а качество игры «Челси» — совершенствоваться, понемногу, был набран такой темп, что в конце первого сезона под руководством Ходдла команда попала в финал Кубка Англии сезона 1993/94. Выдав яркое начало, «Челси» проиграл 4:0. Поскольку будущее «Стэмфорд Бридж» теперь было в безопасности, стали доступны дополнительные средства. Чтобы «завести» команду, требовался игрок с наилучшей репутацией, и Ходдл стал главным фактором, благодаря которому легенда голландского футбола Рууд Гуллит решил променять Италию на западный Лондон. Всего за один сезон Гуллит получил звание лучшего игрока «Челси» всех времён, и когда Ходдл покинул клуб, чтобы стать тренером сборной Англии летом 1996 года, Гуллит стал играющим тренером.

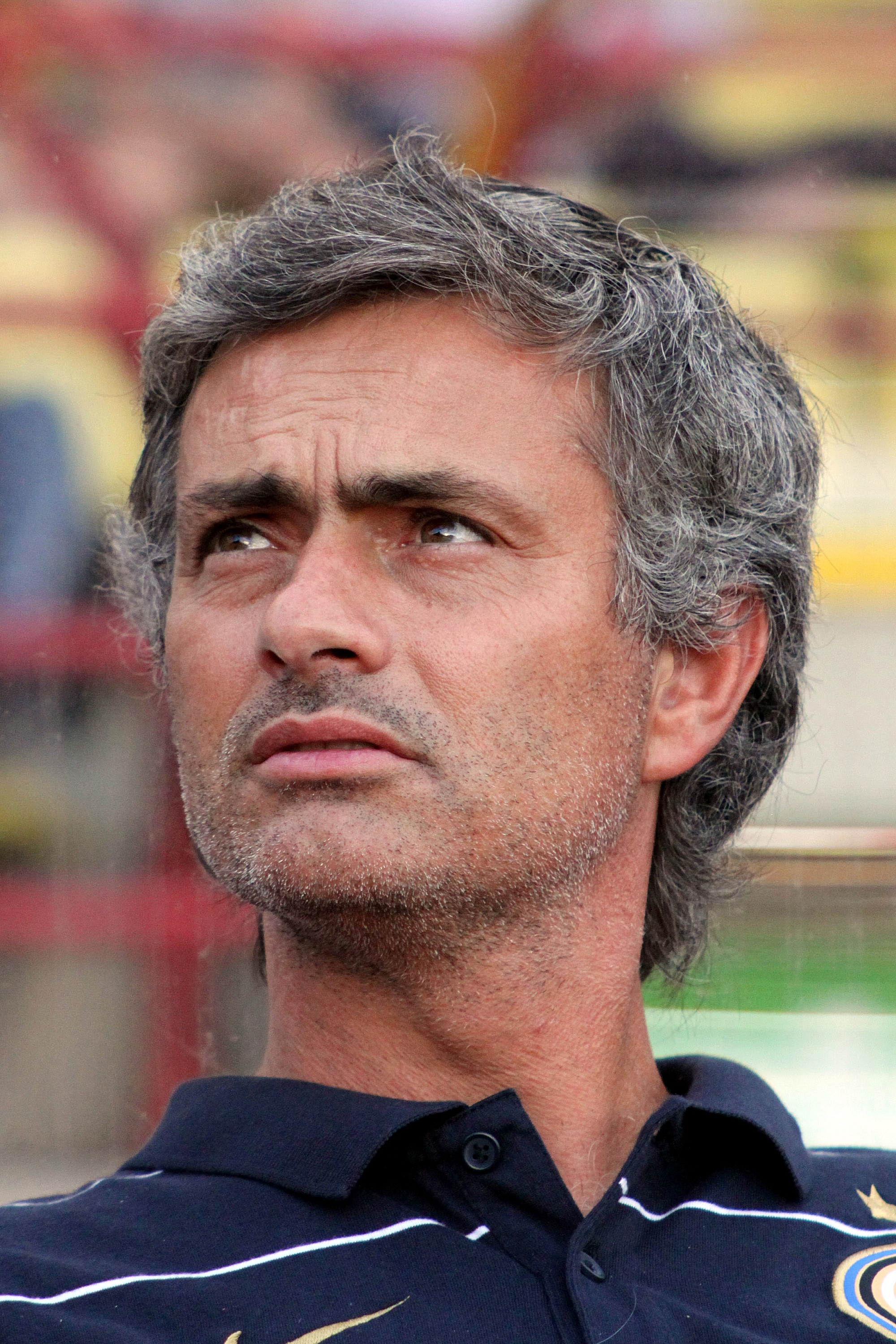
Жозе Моуринью — тренер «Челси» c 2004 по 2007 и с 2013 по 2015 год

Используя свои познания и связи в европейском футболе, Гуллит привёл в команду знаменитого итальянского нападающего Джанлуку Виалли, за которым последовал полузащитник сборной Италии Роберто Ди Маттео и французский либеро Франк Лебёф. Джанфранко Дзола, ещё одна звезда Серии А, был приобретён несколькими месяцами позже. К финалу Кубка Англии 1997 года «Челси» оказался готов. В финале был обыгран «Мидлсбро» со счётом 2:0. 26-летнее ожидание трофеев завершилось, и по окончании матча на знаменитом старом стадионе началось самое долгое в его истории празднование. Следующий сезон снова стал историческим, хотя Гуллит и не удержался на посту тренера. После того как в начале 1998 года переговоры по новому контракту зашли в тупик, он был заменён на Джанлуку Виалли, который привёл команду к победам в Кубке Футбольной лиги и Кубке обладателей кубков УЕФА в 1998 году, Кубке Англии в 2000 году и к третьему месту в чемпионате, которое обеспечило квалификацию в Лигу чемпионов УЕФА сезона 1999/00. Однако внутри клуба всё было отнюдь не идеально. Противоречия между Виалли и всё увеличивавшимся числом его игроков нарастали, а некоторые из его трансферных затрат себя не оправдали. Команда была возрастной, и, нуждаясь в неизбежном масштабном обновлении, клуб решил искать кого-то другого для осуществления этой задачи. Новым тренером «Челси» стал итальянец Клаудио Раньери, до этого успешно работавший с «Фиорентиной» и «Валенсией». В его первый сезон, «Челси» завоевал себе право на участие в Кубке УЕФА. Затем последовал проигранный финал Кубка Англии в 2002 году. Сезон 2003/04 «Челси» закончил на втором месте в Премьер-лиге и снова завоевал право на участие в Лиге чемпионов УЕФА. Несмотря на эти достижения, Клаудио Раньери был уволен в конце своего четвёртого сезона.

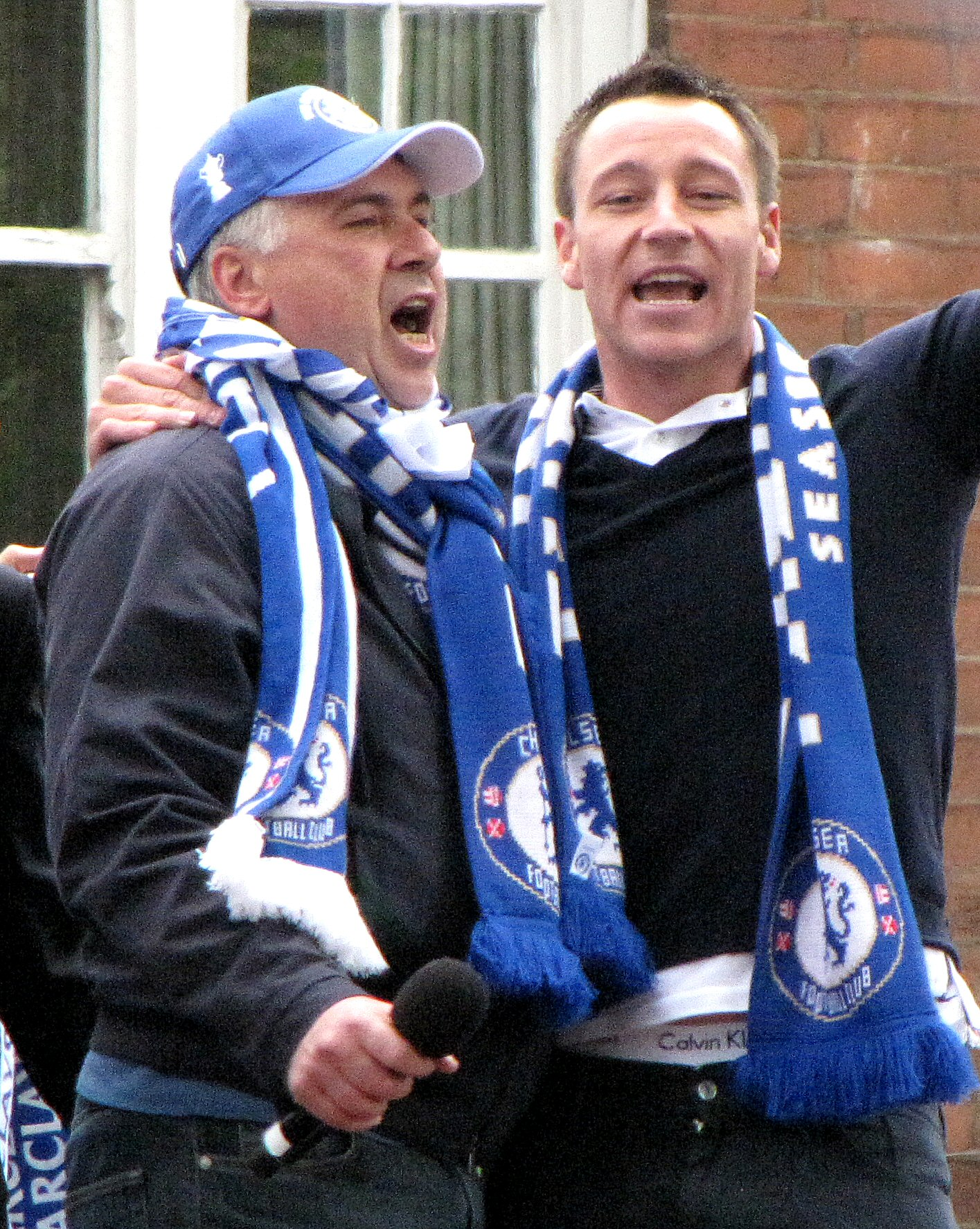
Карло Анчелотти и Джон Терри празднуют завоевание золотого дубля в 2010 году

2 июля 2003 года Кен Бейтс продал «Челси» российскому миллиардеру Роману Абрамовичу за 140 млн фунтов стерлингов, что стало крупнейшей в мире продажей английского футбольного клуба. Более 100 млн фунтов было потрачено на новых игроков, но Раньери не смог предоставить каких-либо трофеев, поэтому был заменён на португальского тренера Жозе Моуринью. Под руководством Моуринью «Челси» стал пятым английским клубом со времён Второй мировой войны, защитившим свой титул в сезоне 2005/06. Затем были выиграны Кубок Англии (2007) и два Кубка Футбольной лиги (2005 и 2007). 20 сентября 2007 года «Челси» и Жозе Моуринью решили разойтись по обоюдному согласию. Накануне, 18 сентября, матч между «Челси» и норвежским «Русенборгом» завершился с ничейным счётом 1:1. Жозе Моуринью не раз говорил о своих переживаниях, связанных с неудачными выступлениями команды:
Конечно, я встревожен. Я недоволен. Мы не можем забивать голы. Я разочарован, игра была простой. У нас было двадцать шансов, а мы забили только один гол. Может быть, нам нужно сорок шансов, чтобы забить два гола, и шестьдесят — чтобы забить три.
Главным тренером был назначен израильский специалист — Аврам Грант, работавший до этого спортивным директором в «Челси» и прибывший из сборной Израиля. Грант сумел удержать «Челси» на плаву, заняв второе место в Премьер-лиге и дойдя до финала Лиги чемпионов 2008, где в серии пенальти уступил «Манчестер Юнайтед». Но несмотря на это, клуб закончил сезон 2007/08 без титулов, что, учитывая амбиции руководства, было расценено как провал. Грант был отправлен в отставку сразу после финала Лиги чемпионов, в тот же день. Позже он отказался от какой-либо другой должности в клубе.
12 июня 2008 года было объявлено что, новым главным тренером стал Луис Филипе Сколари, который являлся главным тренером сборной Португалии. В поле зрения руководства клуба, кроме Сколари, находились такие специалисты как Карло Анчелотти, Гус Хиддинк и Лучано Спаллетти. Но не выполнив свои задачи, поставленные руководством клуба, Сколари был уволен с поста главного тренера в феврале 2009 года. «Синие» скатились на 4-е место в турнирной таблице Премьер-лиги, сыграв дома в сухую ничью с «Халл Сити».
До конца сезона 2008/09 возглавить клуб было предложено Гусу Хиддинку, одновременно тренируя сборную России. В 2009 году «Челси» под руководством Хиддинка выиграл Кубок Англии, победив в финальном матче «Эвертон» со счётом 2:1.

1 июня 2009 года стало известно о том, что Хиддинка на посту тренера «Челси» сменил Карло Анчелотти, который до этого тренировал итальянский «Милан». В свой первый год Анчелотти привёл клуб к первому в истории клуба золотому дублю, выиграв Премьер-лигу и Кубок Англии, в финале одолев «Портсмут» со счётом 1:0.При этом клуб впервые с 1963 года смог забить в чемпионате более 100 голов за сезон. Следующий сезон под руководством Карло Анчелотти клуб полностью провалил, так как не был выигран ни один трофей. 22 мая 2011 года Карло Анчелотти был уволен.

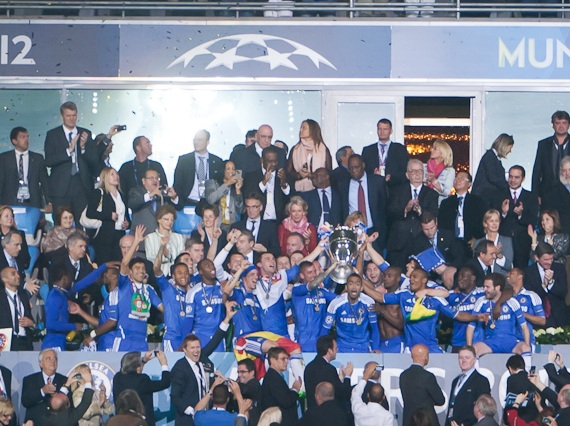
Игроки «Челси» празднуют победу в Лиге чемпионов УЕФА. 19 мая 2012 года

22 июня 2011 года на пост главного тренера «Челси» был назначен португальский специалист Андре Виллаш-Боаш, который до этого тренировал «Порту». Контракт был рассчитан на три года. Руководство «Челси» выплатило португальскому клубу 15 млн евро в качестве компенсации за досрочное расторжение контракта с главным тренером. Под его руководством «Челси» выступал нестабильно, усугублялась ситуация в команде назревшей сменой поколений и конфликтом тренера со старожилами команды и в итоге португалец был уволен. До конца сезона исполняющим обязанности главного тренера команды был назначен итальянский ассистент Виллаша Боаша, Роберто Ди Маттео, который прежде играл за команду. При нём «Челси» сумел выиграть Кубок Англии и впервые в истории клуба Лигу чемпионов, сумев обыграть в финале «Баварию» в серии пенальти. При этом, для выхода в финальный матч, прошедший в Мюнхене вечером 19 мая 2012 года, футболистам «Челси» пришлось победить «Барселону», считавшуюся безусловным фаворитом, а до этого пришлось «спасать» поединок 1/8 финала против «Наполи», в первом матче уступив 1:3. Лишь гол Бранислава Ивановича в дополнительное время позволил выйти «синим» в четвертьфинал.

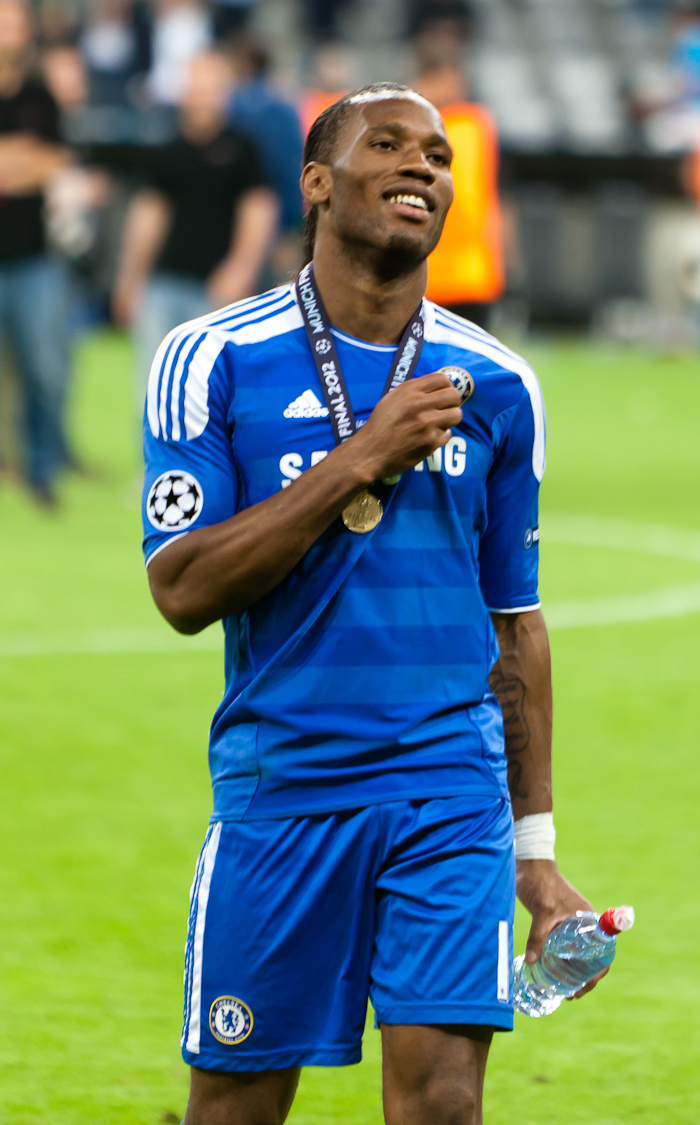
Дидье Дрогба в финале Лиги чемпионов сравнял счёт и забил победный пенальти

В финале всё сложилось также непросто, как и на пути к нему: за семь минут до окончания основного времени матча Томас Мюллер вывел «Баварию» вперёд, однако на 88 минуте Дидье Дрогба сравнял счёт, позволив «Челси» продолжать бороться. В дополнительном времени вратарь лондонского клуба Петр Чех отразил одиннадцатиметровый удар Арьена Роббена, который назначил португальский арбитр Педру Проэнса за фол Дрогба в штрафной площади. В серии пенальти также в начале всё складывалось в пользу немецкого клуба: Хуан Мата не сумел переиграть Мануэля Нойера, однако последние два удара мюнхенцев не были точными. Петр Чех парировал удар Ивицы Олича, а Бастиан Швайнштайгер попал в штангу, при этом направления всех остальных ударов в серии пенальти голкипер «синих» угадал. В то же время, все последующие удары футболистов «Челси» после промаха Маты оказались точными, и они стали обладателем Кубка чемпионов. УЕФА признал Дидье Дрогба лучшим игроком матча в Мюнхене.
Однако уже в следующем сезоне после крупного поражения от «Ювентуса» выход «Челси» в плей-офф Лиги чемпионов УЕФА оказался под вопросом и 21 ноября 2012 года Ди Маттео был уволен с поста главного тренера «Челси» из-за неудовлетворительных результатов. Тренером «Синих» до конца сезона был назначен Рафаэль Бенитес, которому удалось скрасить провал в Лиге чемпионов победой в Лиге Европы, ставшей первой в истории клуба. 3 июня 2013 года главным тренером «Челси» вновь был назначен Жозе Моуринью, подписавший с клубом четырёхлетний контракт — по итогам своего второго сезона после возвращения добившийся чемпионства в сезоне 2014/15. 17 декабря 2015 года, после 16 игр в Премьер-лиге «Челси» занимал 16-е место, «Челси» и Жозе Моуринью завершили сотрудничество по обоюдному согласию. Исполняющим обязанности главного тренера до конца сезона 2015/16 снова стал Гус Хиддинк, однако значительно улучшить результаты ему не удалось, команда заняла лишь 10-е место по итогам чемпионата Англии, что стало худшим результатом в эпоху Абрамовича.

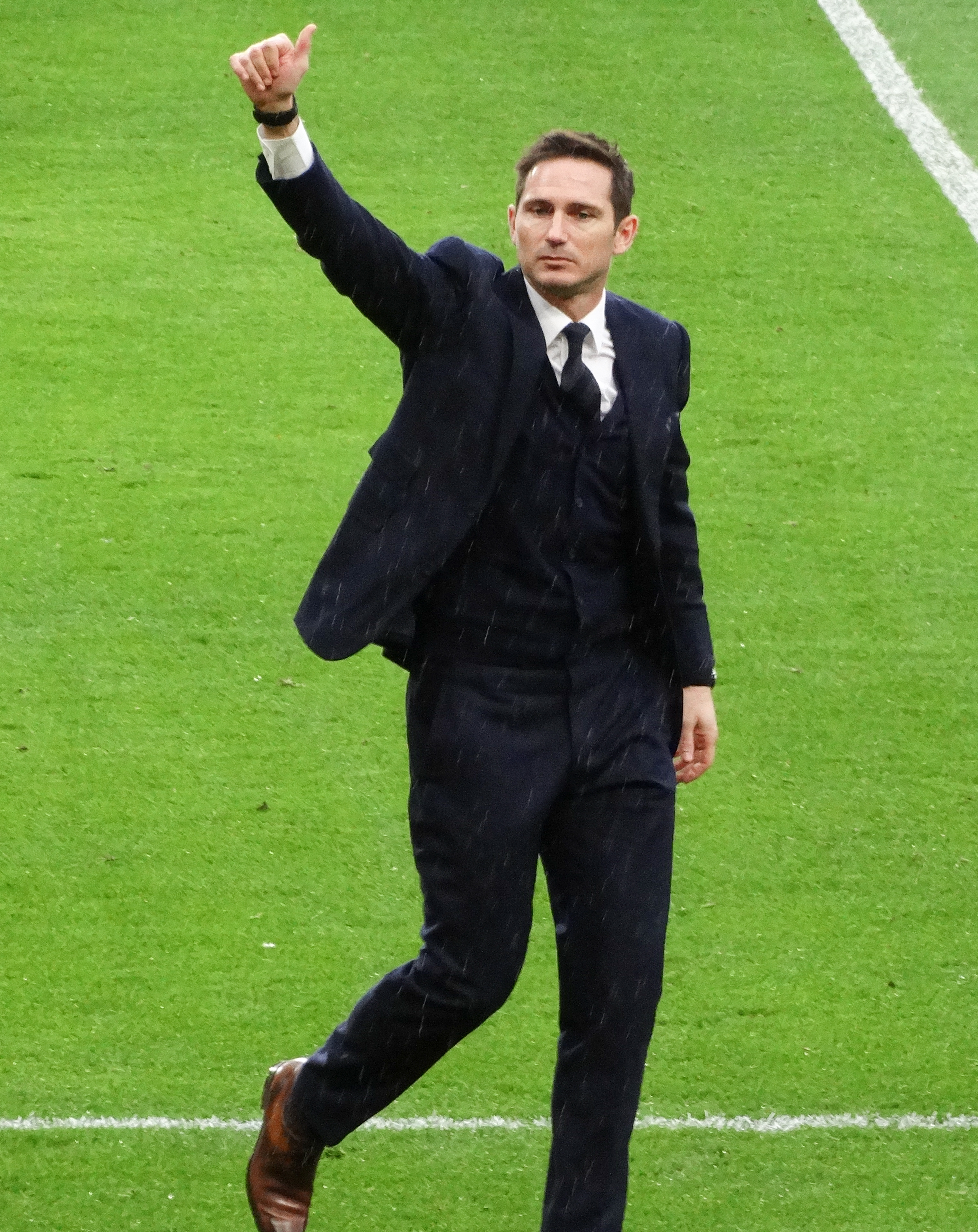
Фрэнк Лэмпард — главный тренер «Челси» с 2019 по 2021 год

4 апреля 2016 главным тренером был назначен Антонио Конте, который приступил к своим обязанностям сразу после окончания Евро-2016. «Челси» под руководством Конте смог повторить клубный рекорд, установленный в сентябре 2009 года, одержав 11-ю побед подряд в АПЛ. Победив в домашнем матче 31 декабря 2016 года «Сток Сити» «Челси» одержал 13-ю победу подряд в чемпионате Англии, установив клубный рекорд. В мае 2017 года «Челси» завоевал очередной 6-й чемпионский титул под руководством Антонио Конте. При этом команда под предводительством итальянского тренера установила очередной рекорд АПЛ — 30 побед в сезоне, чего до этого не удавалось ни команде Арсена Венгера, ни тем более команде Алекса Фергюсона.
В сезоне 2017/18 «Челси» занял лишь 5-е место в английском чемпионате, что не позволило клубу участвовать в Лиге чемпионов, однако «Челси» смог выиграть Кубок Англии, обыграв в финале «Манчестер Юнайтед» со счётом 1:0. Антонио Конте был отправлен в отставку, а новым главным тренером «Челси» был назначен его соотечественник Маурицио Сарри. Суд обязал клуб выплатить Антонио Конте компенсацию в размере 10 млн евро за разрыв контракта с тренером.
В 2019 году клуб стал победителем Лиги Европы обыграв финале лондонский «Арсенал» со счётом 4:1. В чемпионате «синие» заняли 3-е место, опередив «Тоттенхэм» всего на 1 очко. По окончании сезона Маурицио Сарри отправился тренировать «Ювентус», а новым тренером «Челси» стал Фрэнк Лэмпард.
Первый официальный матч Лэмпарда состоялся в Стамбуле, за Суперкубок УЕФА, где клуб уступил «Ливерпулю» — 2:2 (5:4 по пенальти). Под руководством Лэмпарда в сезоне 2019/20 «Челси» в условиях трансферного бана показал неплохой результат, заняв 4-е место в чемпионате, что позволило команде напрямую попасть в групповой этап Лиги чемпионов, а также дойдя до финала кубка Англии, где он уступил «Арсеналу». В летнее трансферное окно клуб покинули «старожилы» Виллиан и Педро. В то же время клуб усилился такими игроками, как Тимо Вернер, Хаким Зиеш, Бен Чилуэлл и Тиагу Силва.
25 января 2021 года руководство клуба объявило об увольнении Лэмпарда. Новым тренером «Челси» стал Томас Тухель. Лондонский клуб вышел в финал Лиги чемпионов УЕФА после победы 5 мая 2021 года в полуфинале над мадридским «Реалом». «Челси» в третий раз в истории добрался до главного матча турнира, и каждый раз это происходило, когда клуб по ходу сезона менял тренера. 29 мая 2021 года «Челси» одолели в финале «Манчестер Сити» со счётом 1:0 и стали двукратными победителями Лиги чемпионов. 12 февраля 2022 года «Челси» выиграл Клубный чемпионат мира.
26 февраля 2022 года Роман Абрамович передал управление клубом попечителям благотворительного фонда. 2 марта бизнесмен опубликовал на сайте клуба сообщение о решении продать «Челси». Все чистые доходы от продажи клуба Абрамович планирует перевести в специальный фонд помощи жертвам вторжения России на Украину. 28 мая клуб был приобретён консорциумом BlueCo, президентом стал один из новых владельцев Тодд Боули.

## Символика

### Цвета и форма
- Здесь представлена эволюция клубной формы «Челси» с момента основания и до сегодняшнего дня[61][62][63].

| 1905-1912 | 1912—1959 | Сезон 1959/60 | 1960—1962 | 1962—1964 | 1964—1967 | Сезон 1967/68 | 1968—1981 |

|  | 1981—1983 | 1983—1985 | Сезон 1985—1986 | Сезон 1986—1987 | 1987—1989 | 1989—1991 | 1991—1993 | 1993—1995 |

|  | 1995—1997 | 1997—1999 | 1999—2001 | 2001—2003 | 2003—2005 | Сезон 2005/06 | 2006—2008 | Сезон 2008/09 |

|  | Сезон 2009/10 | Сезон 2010/11 | Сезон 2011/12 | Сезон 2012/13 | Сезон 2013/14 | Сезон 2014/15 | Сезон 2015/16 | Сезон 2016/17 |

|  | Сезон 2017/18 | Сезон 2018/19 | Сезон 2019/20 | Сезон 2020/21 | Сезон 2021/22 | Сезон 2022/23 | Сезон 2023/24 | Сезон 2024/25 |

Футболисты «Челси» всегда носили синие футболки. Первоначально футболки были более светлого оттенка, чем в текущем варианте, а также носили белые шорты и тёмно-синие гетры. Более светлая синяя форма была взята из гоночных цветов тогдашнего президента клуба, виконта Челси, графа Кадогана. Голубые футболки носили недолго, они были заменены на футболки королевского синего цвета в 1912 году. Когда Томми Дохерти стал главным тренером в начале 1960-х, то он изменил набор снова, добавив синие шорты (которые остались с тех пор) и белые носки, полагая, что это сделает цвета клуба более чёткими, так как не было других крупных клубов которые бы использовали эту комбинацию, комплект впервые был использован в сезоне 1964/65.
Традиционные цвета выездной формы — это жёлтый или белый с голубой отделкой, но, как у большинства команд, у них была ещё несколько необычная форма. Первоначально выездная форма, состояла из чёрно-белых полос, которую команда носила до 1960-х. Но снова по воле Томми Дохерти цвета выездной формы были изменены на сине-чёрные в стиле миланского «Интернационале». Это форма была использована в полуфинале Кубка Англии против «Шеффилд Уэнсдей», 23 апреля 1967 года. В сезоне 1974/75 была белая форма с вертикальными красной и зелёной полосами, с 1979 по 1981 год — форма полностью копирующая домашнюю форму «Норвич Сити», с 1981 по 1985 год — тонкая облегающая полосатая жёлтая форма. С 1990 по 1992 год — образец бело-красного сочетания с ромбовидным рисунком был достаточно необычным. В 1990-х и 2000-х основными цветами выездной клубной формы были — чёрный и белый, которые используются до сих пор.
Производителем формы для клуба является компания Nike. Главным спонсором клуба, логотип которого изображён на футболке, является компания Infinite Athlete. Футболку синего цвета, украшенную горизонтальными линиями красного и белого цветов, дополняют традиционные синие шорты и белые гетры с красно-синими полосами на колене.

### Эмблема
За время своего существования «Челси» сменил четыре эмблемы, считавшиеся основными. Первой стала эмблема с изображением «Пенсионеров Челси», ветеранов армии, которые проживают в близлежащем Королевском военном госпитале в Челси, принятая в 1905 году. От неё клуб получил своё прозвище — «Пенсионеры». На форме она не использовалась, появляясь лишь на программках к матчам. В 1952 году Тедом Дрейком было принято решение сменить эмблему, для того чтобы избавить клуб от образа «Пенсионеров». Временно клуб пользовался эмблемой стилизованными буквами CFC на фоне синего щита.
Лев с посохом в круге использовался с 1953 по 1986 год. Эта эмблема произошла от гражданского герба района Челси, откуда произошла команда. Изображение стоящего льва клуб получил от президента клуба, лорда Кадогана. А посох от Аббата Вестминстера, исполнявшего свои обязанности в том числе и в Челси. Также на эмблеме есть розы, которые обозначали Англию и футбольные мячи.
До 1960 года «Челси» не использовал эмблему на майках клуба. Из-за сложности производственного процесса, клубу пришлось использовать более простой вариант эмблемы. Однако её круговой вариант по-прежнему являлся официальным символом «Челси». После побед в Кубке Англии, к эмблеме добавились варианты со звёздами по бокам льва или с Кубком страны.
В 1986 году состоялось принятие 4-й в истории эмблемы клуба. Она была создана для того, чтобы расширить футбольный маркетинг «Челси». Эмблема была составлена в нескольких видах расцветок — лев и аббревиатура клуба могли иметь красный, синий или жёлтый цвета. Герб команды также имел несколько видов расцветок и фонов, при этом он мог быть как круглым, так и в форме щита. Эмблема использовалась 19 лет, вплоть до прихода в клуб нового совета директоров.
В ноябре 2004 года была создана новая эмблема. Она была посвящена столетию клуба. В мае 2005 года состоялось её официальное принятие.
«Мы невероятно гордимся наследием „Челси“. Дизайн этой эмблемы базируется на варианте пятидесятых, и это было осознанное решение». «По мере приближения 100 сезона клуба, клуб начинает новую и очень захватывающую эру. Поэтому мы хотели иметь такую эмблему, которая бы подчёркивала наши традиции и могла бы представлять нас последующие сто лет», — сказал Питер Кеньон на презентации новой эмблемы «Челси».

### Гимн
Песня «Blue Is the Colour» (рус. «Синий цвет») была выпущена в качестве сингла как реклама к финалу Кубка Футбольной лиги в 1972 году, ставшая официальным гимном клуба. Песня, которую исполнили футболисты первой команды «Челси», заняла пятое место в UK Singles Chart, и с тех пор является одним из самых узнаваемых футбольных гимнов в Англии наряду с гимном «Ливерпуля» — «You’ll Never Walk Alone». Позже эта песня была адаптирована в «White is the Colour» (рус. «Белый цвет») и принята в качестве гимна канадского футбольного клуба «Ванкувер Уайткэпс».

### Талисманы
Официальным талисманом «Челси» является Лев Стэмфорд (англ. Stamford the Lion), который был назван в честь клубного стадиона. Он одет в форму, в которой выступает команда в текущем сезоне. В его задачи в основном входит развлечение фанатов на поле в домашних матчах и на выезде, а также участие в праздновании побед клуба. 1 августа 2005 года, сотрудники «Челси» обнаружили пропажу талисмана — костюма льва. Как оказалось, кража была совершена 23 июля двумя неизвестными, и была зафиксирована камерами скрытого наблюдения. После обнаружения пропажи клуб сделал официальное заявление, в котором попросил вернуть костюм:
«Это уже не первый раз, когда он пропадает. Несколько лет назад кто-то совершил подобную кражу, и мы думали, что уже никогда его не увидим. Но после того, как мы попросили вернуть его, льва принесли к воротам стадиона. Мы надеемся, это произойдет и на сей раз».

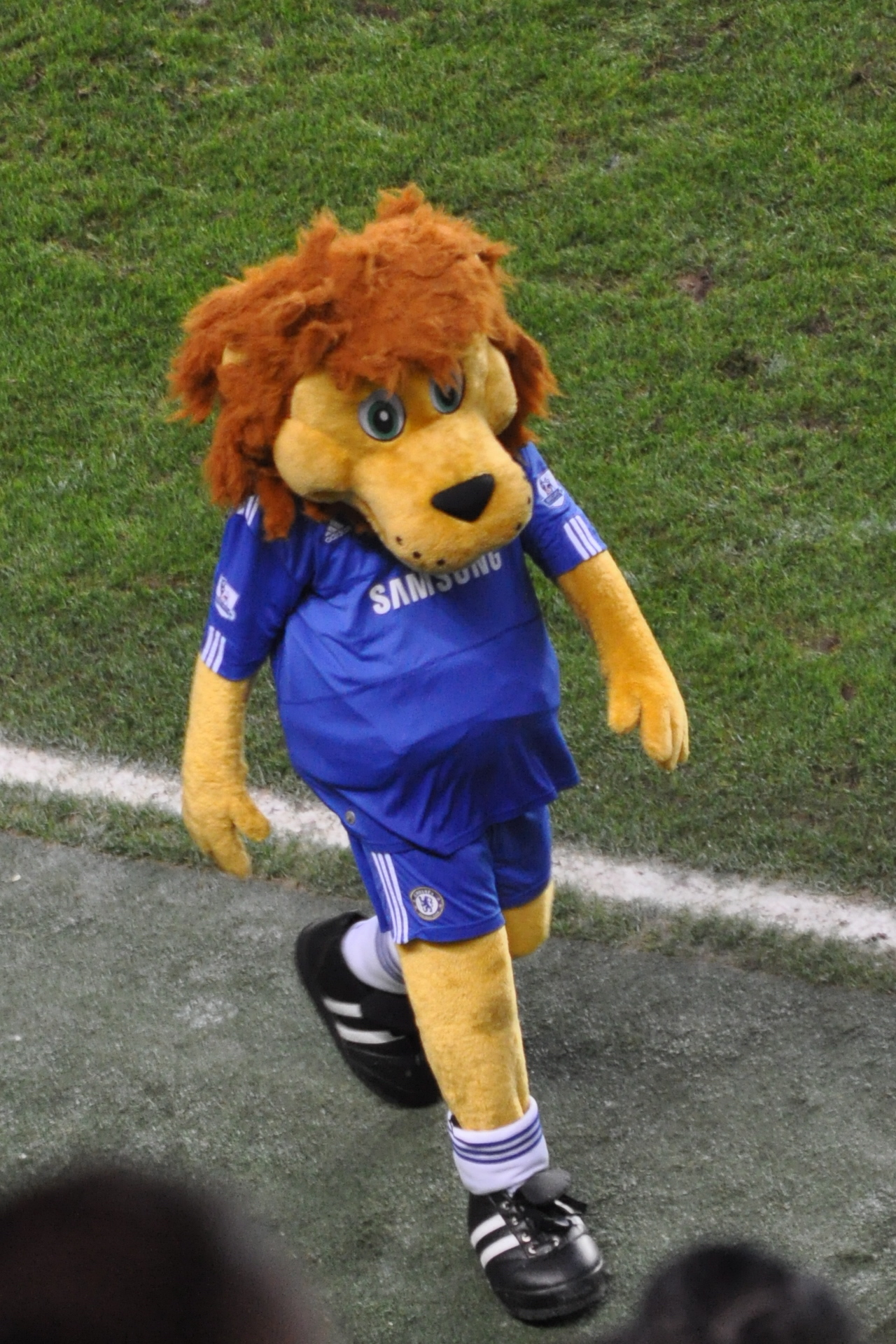
Талисман клуба — лев Стэмфорд

5 октября 2009 года Лев Стэмфорд был похищен неизвестными в чёрных масках и зелёных спортивных костюмах. Стэмфорда в последний раз видели за пределами «Стэмфорд Бридж», раздающего автографы своим фанатам. Прямо на улице, средь бела дня подъехал фургон со злоумышленниками. Схватив Стэмфорда, они бросили жертву в салон и быстро удалились. Оставив лишь название сайта getyourmascotback.com. Его рост примерно 6,5 футов, с большой гривой и хвостом как у кошки. В последний раз он был одет в домашнюю форму «Челси». Между тем, позже, в интернете появилась ещё одна видеозапись, на которой был запечатлен связанный Стэмфорд, которого измеряют рулеткой и показывают фотографию домашнего ковра из шкуры льва, как иллюстрацию его будущего. Выяснилось, что данная акция спланирована организацией Special Olympics в Великобритании. Её целью было столь неординарным образом «собрать как можно больше денег, чтобы помочь таким людям с ограниченными возможностями, как они, тренироваться, соревноваться и реализовывать свои мечты в спорте». Помимо талисмана «Челси» в акции участвовали талисманы «Ньюкасл Юнайтед» и «Манчестер Юнайтед».
25 апреля 2010 года Лев Стэмфорд пробежал Лондонский марафон и собрал 10 000 фунтов в помощь фонду «Помоги ребёнку Лондона». «Талисман» тренировался долгие месяцы, чтобы пробежать самый длинный марафон, который занял у него шесть часов и 25 минут. Всё это было в рамках акции, проводимой радио 95.8 FM для фонда «Помоги ребёнку Лондона», который был основан пожизненным президентом «Челси» лордом Ричардом Аттенборо в помощь обездоленным детям и молодым людям Лондона. Даррен Гарретт, персональный тренер Стэмфорда, бежал марафон вместе с ним, мотивируя талисман и не давая ему умереть от жажды, он также выступал от лица Льва.
«Стэмфорд долго тренировался в «Челси». У нас был хороший спокойный старт, но по мере того, как продолжался бег, Стэмфорду становилось всё жарче и труднее бежать. Но он не собирался сдаваться; он хотел финишировать, чтобы собрать деньги в фонд. Мы сплотились и сделали это!»

## Стадион

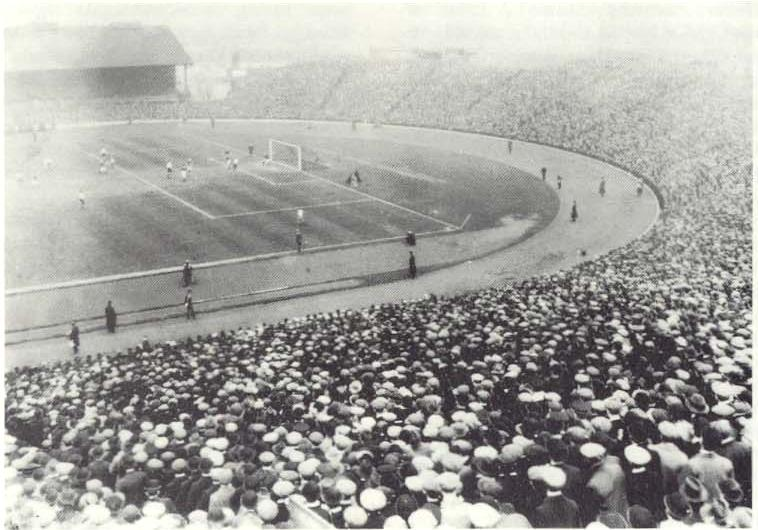
Стэмфорд Бридж перед Первой мировой войной

Стадион футбольного клуба «Челси» называется «Стэмфорд Бридж» (англ. Stamford Bridge). Официальное открытие стадиона «Стэмфорд Бридж» состоялось 28 апреля 1877 года. Однако в течение первых 28 лет он использовался Лондонским Спортивным Клубом исключительно для проведения легкоатлетических соревнований. В 1904 году собственниками стадиона стали братья Гас и Джозеф Мирс.
Первоначально стадион был предложен футбольному клубу «Фулхэм», который отказался от этого предложения. В результате в 1905 году на «Стэмфорд Бридж» обосновалась новосозданная команда «Челси». «Стэмфорд Бридж» был спроектирован архитектором Арчибальдом Литчем. Изначально он состоял из трибуны длиной в 110 метров на восточной стороне вместимостью до 5 000 зрителей. Остальные трибуны были открыты только после проведения значительных строительно-ремонтных работ.

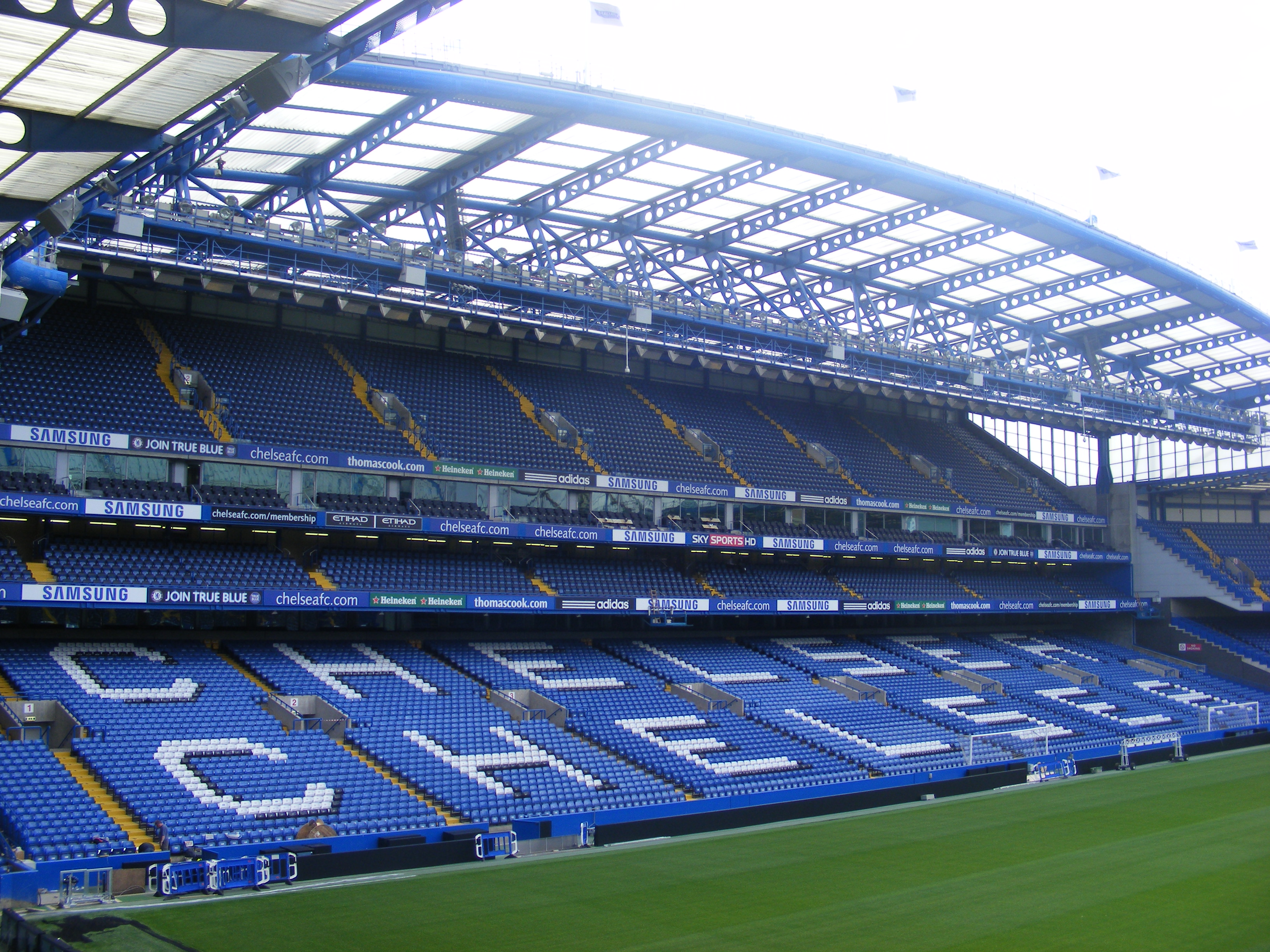
Ист Стэнд

В течение 25 лет стадион практически не реконструировался. Лишь в 1930 году был построен навес над Южной трибуной («Шед Энд»), который был демонтирован в 1994 году. В 1939 году была построена Северная трибуна. Трибуна в северо-восточной части была продолжением восточной трибуны. Она очень сильно отличалась от всех других трибун, но её все равно использовали для дополнительного размещения болельщиков. Эта трибуна использовалась до 1975 года, затем демонтировали и открыли новую Северную Трибуну, которая была разрушена в 1993 году перед началом перестройки всего стадиона. В 1973 году была построена Восточная трибуна. Эта трибуна — единственная часть стадиона, сохранившаяся и по сей день, хотя во времена перестройки стадиона в 90-х годах она подверглась значительной реконструкции.
Когда в конце 70-х годов клуб обанкротился, владельцы приняли решение продать «Стэмфорд Бридж» строительной компании для того, чтобы расплатиться с долгами, но последующая тяжёлая борьба за возврат стадиона увенчалась успехом в 1992 году. Чтобы обрести уверенность в том, что подобная борьба с застройщиками не будет вестись и в дальнейшем, была организована Chelsea Pitch Owners, которой была предоставлена возможность приобретения участка, и которая приступила к сбору средств путём продажи акций компаний по 100 фунтов за штуку. В декабре 1997 года «Челси Вилладж» реорганизовала финансы и, в частности, предоставила CPO безоборотный кредит на сумму в 10 млн фунтов с тем, чтобы завершить продажу участка. В свою очередь, CPO отдала «Челси» участок в аренду на 199 лет.

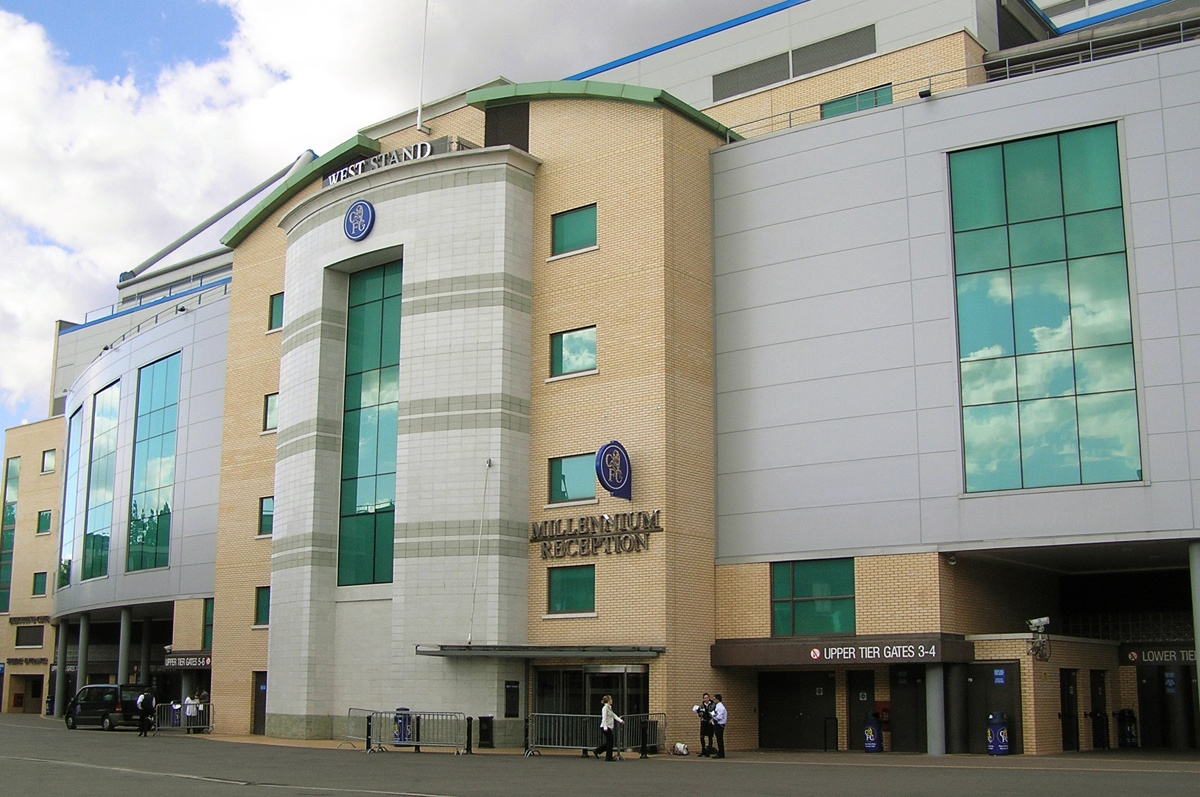
Вест Стэнд — вход на Стэмфорд Бридж

На сегодняшний день вместимость стадиона составляет 41 841 человек, сам стадион изменил свою овальную форму на форму прямоугольника с трибунами, максимально приближенными к полю. За последние 10 лет практически все части стадиона подверглись каким-либо изменениям. «Стэмфорд Бридж» — самый большой футбольный стадион в Лондоне после недавно построенных «Эмирейтс» и нового «Уэмбли» и один из лучших стадионов Великобритании и Европы. Строительство велось не только на территории самого стадиона, но и на всей территории комплекса клуба «Челси». За это время был построен «Челси Вилладж». Спортивно-деловой комплекс состоит из двух четырёхзвёздочных гостиниц, пяти ресторанов, конференц-залов, банкетных залов, ночного клуба, подземной автостоянки, спортивного клуба, развлекательных мероприятий для посетителей и бизнес-центра. Был пройден долгий путь с того момента, когда был построен легкоатлетический стадион в 1876 году.
Клуб планирует увеличить вместимость до более чем 50 тыс. человек. Благодаря своему расположению в застроенной части Лондона на главной дороге, и рядом с двумя железнодорожными линиями, все это ставит серьёзные ограничения на расширение. В результате у «Челси» были идеи переезда со «Стэмфорд Бридж» и постройкой нового стадиона. Тем не менее, клуб подтвердил своё желание остаться на «Стэмфорд Бридж». Весной 2017 года городские власти Лондона поддержали план по сносу существующего стадиона «Стэмфорд Бридж» и строительству на его месте нового стадиона, способного принять почти в полтора раза больше зрителей — 60 тыс. человек. После того как в 2018 году у владельца клуба Романа Абрамовича возникли проблемы с въездом в Великобританию, футбольный клуб «Челси» объявил о заморозке проекта по созданию нового стадиона, назвав причиной «неблагоприятный инвестиционный климат».
Тренировочная база «Челси» находится в Кобхэме, графство Суррей. «Челси» переехал в Кобхэм в 2004 году. Предыдущая база находилась в Харлингтоне, которая с 2005 года принадлежит «Куинз Парк Рейнджерс». Полная перестройка базы в Кобхэме была завершена в 2007 году.

## Болельщики

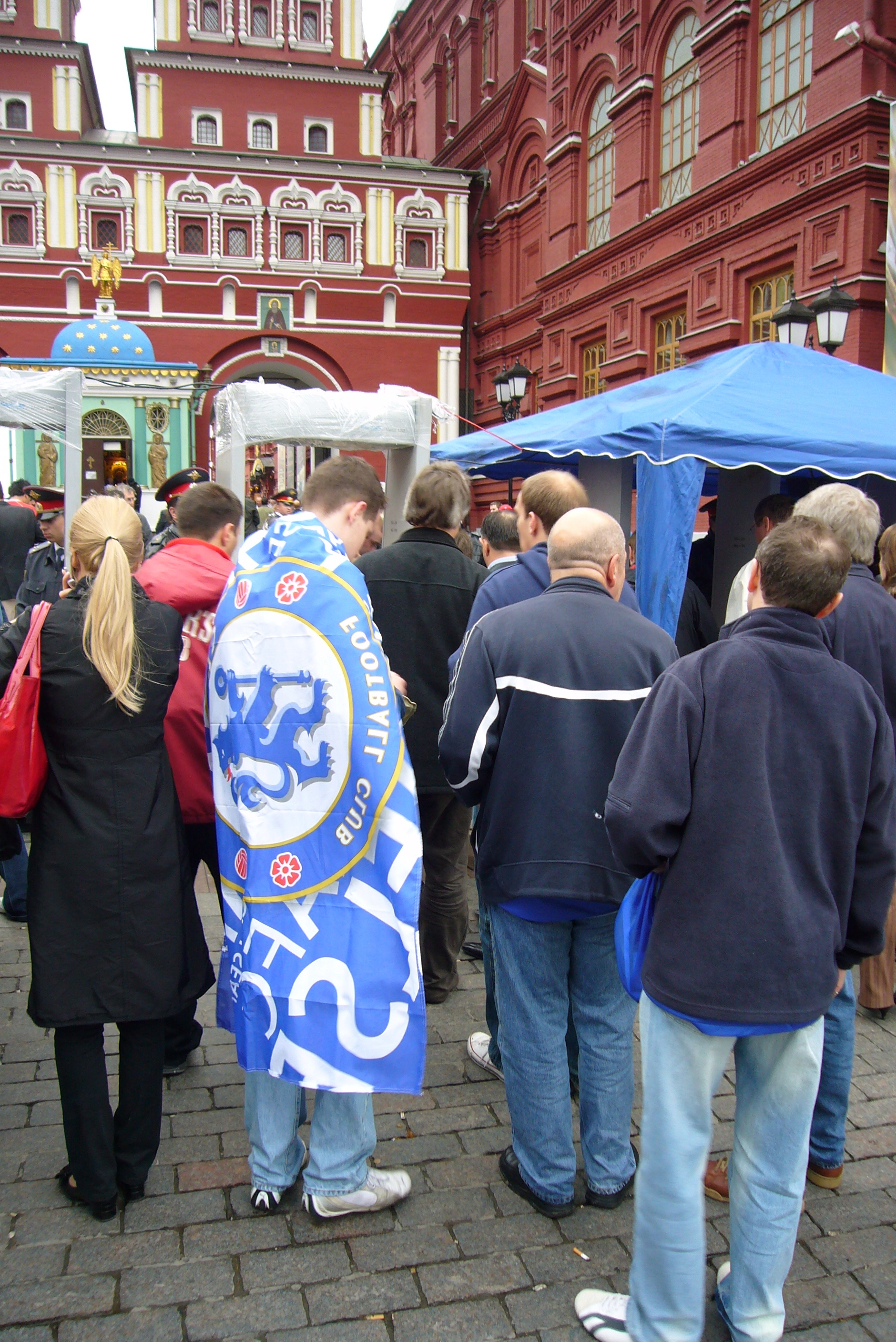
Болельщики «Челси» на Манежной площади в Москве

Традиционные болельщики «Челси» происходят из рабочих районов западного Лондона, таких как Хаммерсмит и Баттерси, и более богатых Челси и Кенсингтона, а также из графств окружающих Лондон. В дополнение к стандартным футбольным песням, болельщики «Челси» поют свои песни такие, как «Carefree», «Blue Is the Colour», «We all follow the Chelsea», «Ten Men Went to Mow», «Zigga Zagga», «Hello! Hello!» и праздничную «Celery», с последней часто связано ритуальное бросание поклонниками «Челси» сельдерея.
В 1970-х и 1980-х годах, фанаты «Челси» были долго связаны с футбольным хулиганством. Клубная «футбольная фирма», первоначально названная Chelsea Shed Boys, теперь известная как Chelsea Headhunters, была печально известна благодаря своим националистическим воззрениям и насильственным действиям в отношении «футбольных фирм» других команд, таких, как вестхэмовской Inter City Firm, и миллуолловской Millwall Bushwackers. Увеличение подобных явлений в 1980-х годах привели к тому, что президент Кен Бейтс предложил возвести электрический забор, чтобы предотвратить хулиганские нападения на места, отведенные для болельщиков команды-противника: предложение было рассмотрено Советом Большого Лондона как нецелесообразное. С 1970-х годов было отмечено уменьшение насилия на «Стэмфорд Бридж», в основном из-за вмешательства полиции и установления камер видеонаблюдения. Chelsea Headhunters была также уличена в различных актах вандализма, а также по-прежнему известны своей близостью к нацистской идеологии и расизму, в основном они занимают крайне правую позицию, демонстрируя кельтские кресты и другие символы.

### Взаимоотношения с другими клубами
«Челси» не имеет традиционных соперничеств в масштабах Мерсисайдского или Северолондонского дерби. Западнолондонское дерби с «Фулхэмом» является менее значительным, чем другие дерби в английском футболе, в связи с тем, что команды в основном находились в разных дивизионах и им не приходилось бороться за титулы. По данным интернет-опроса фанатов в декабре 2003 года, болельщики «Челси» считают своим основными соперником «Арсенал», далее идёт «Тоттенхэм Хотспур» и «Манчестер Юнайтед». Соперничество с «Тоттенхэм Хотспур», ведётся с финала Кубка Англии в 1967 году, это был первый финал Кубка, в котором встретились два лондонских клуба. Кроме того, матчи с «Лидс Юнайтед» также являются принципиальными, это восходит ещё к 1960-м и 1970-х годам, когда между этими клубами было серьёзное соперничество, достигшего пика в финале Кубка Англии 1970 года.
Официально в Англии между ультрас «Челси» и ультрас других команд нет дружеских отношений. Но зато они имеют дружеские отношения с иностранными клубами, таких всего три, это: итальянский «Лацио», североирландский «Линфилд» и шотландский «Рейнджерс». Дружба с «Лацио» ведётся прежде всего по причинам близости политических точек зрения, а с «Линфилдом» и «Рейнджерс» из-за сходных клубных цветов, которые характеризует все три команды; вместе они сформировали общую группу Blues Brothers.

## Спонсоры
| Период     | Поставщик формы | Титульный спонсор |
| ---------- | --------------- | ----------------- |
| 1968—1981  | Umbro           | без спонсора      |
| 1981—1983  | Le Coq Sportif  | без спонсора      |
| 1983—1984  | Le Coq Sportif  | Gulf Air          |
| 1984—1986  | Le Coq Sportif  | без спонсора      |
| 1986—1987  | Chelsea         | три спонсора      |
| 1987—1993  | Umbro           | Commodore         |
| 1993—1994  | Umbro           | Amiga             |
| 1994—1997  | Umbro           | Coors             |
| 1997—2001  | Umbro           | Autoglass         |
| 2001—2005  | Umbro           | Fly Emirates      |
| 2005—2006  | Umbro           | Samsung Mobile    |
| 2006—2008  | Adidas          | Samsung Mobile    |
| 2008—2015  | Adidas          | Samsung           |
| 2015—2017  | Adidas          | Yokohama          |
| 2017—2020  | Nike            | Yokohama          |
| 2020—н. в. | Nike            | Three UK          |

- Здесь представлены хронология марок одежды и спонсоров клуба[61][63].

Производителем формы для клуба является компания Nike, контракт с которой был заключён летом 2017 года сроком на 15 лет. За год «Челси» будет получать 60 миллионов фунтов стерлингов. Это означает, что общая сумма сделки оценивается в 900 миллионов фунтов стерлингов, что делает данное соглашение крупнейшей коммерческой сделкой в истории клуба. Ранее спонсорами являлись Umbro (1968—1981; 1987—2006), Le Coq Sportif (1981—1986), Chelsea Collection* (1986—1987) и Adidas (2006—2017).
Первым титульным спонсором клуба в течение сезона 1983/84 была компания Gulf Air. Следующий сезон прошёл под спонсорством компаний Grange Farms, Bai Lin, пока не был подписан долгосрочный контракт с компанией Commodore, производителем персональных компьютеров; с 1993 года спонсором стала компания Amiga. Позже, спонсорами «Челси» были Coors (1994—1997), Autoglass (1997—2001) и Fly Emirates (2001—2005). С 2005 по 2008 год — спонсором было подразделение компании Samsung — Samsung Mobile, а с 2008 года сама компания Samsung. Текущим главным спонсором клуба, логотип которого изображён на футболке, является компания Yokohama.
В феврале 2015 года «Челси» заключил пятилетний спонсорский контракт с японской компанией — производителем автомобильных шин Yokohama Rubber Company. Данная сделка будет приносить лондонскому клубу 40 миллионов фунтов ежегодно, что является вторым по величине спонсорским контрактом в истории английского футбола после соглашения Chevrolet и «Манчестер Юнайтед» с годовой суммой 50 миллионов фунтов стерлингов.
В январе 2020 года клуб объявил о подписании соглашения с британской телекоммуникационной компанией Three UK. Данная сделка рассчитана на три сезона и будет приносить клубу 40 миллионов фунтов в год. Так же в клубе отметили, что партнёрство с Yokohama Rubber Company продолжится.
- Глобальные спонсоры клуба:
  -  Audi — глобальный автомобильный партнёр[112].
  -  Delta Air Lines — глобальный партнёр авиаперевозок[113].
  -  Singha — пивоваренная компания[114].
  -  Sauber F1 Team — команда Формулы-1[115].
  -  Hackett — официальный поставщик одежды[116].
  -  Rotary — официальный поставщик часов[117].
  -  Right to Play — глобальный партнёр по благотворительности[118].
- Региональные спонсоры клуба
  -  188BET — букмекерская контора[119].
  -  Bank Negara Indonesia — государственный банк Индонезии[120].
  -  EA SPORTS — официальный партнёр видеоигр[121].
  -  Coca-Cola — американская пищевая компания[122].
  -  Barbados Tourism Authority — туристическая компания[123].

## «Челси» в популярной культуре
В 1930 году «Челси» прославился в одном из ранних фильмов про футбол, «Большая игра». Бывший нападающий «Челси», Джек Кок, который к тому времени играл за «Миллуолл», стал звездой этого фильма, а несколько сцен снимались на «Стэмфорд Бридж», включая поле, зал заседаний и раздевалки. Также в фильме появились в качестве гостей игроки «Челси» Эндрю Уилсон, Джордж Миллс и Сэм Миллингтон. Благодаря известности Chelsea Headhunters, футбольной фирмы, связанной с «Челси», клуб также фигурирует в фильмах о футбольном хулиганстве, последний из них «Фабрика футбола (фильм)». В 2007 году «Челси» появился в индийском фильме «Танцуй, детка, танцуй! (Встреча подарившая любовь)».
Вплоть до 1950-х годов, клуб был героем мюзик-холла, из-за неудачных выступлений в чемпионате он часто предоставлял материал для комиков, таких как Джордж Роби. Кульминацией стала комическая песня, исполненная комиком Норманом Лонгом в 1933 году, под ироническим названием «День, когда „Челси“ все таки выиграл Кубок» (англ. «On the Day That Chelsea Went and Won the Cup»), в тексте песни описываются серия странных и невероятных явлений в гипотетический день, когда «Челси», наконец, выиграл Кубок.
Песня «Blue Is the Colour» (рус. «Синий цвет») была выпущена в качестве сингла как реклама к финалу Кубка Футбольной лиги в 1972 году, ставшая официальным гимном клуба, а также в качестве рекламы к финалу Кубка Англии 1997 года, была записана песня «Blue Day» (рус. «Синий день») в исполнении Саггс и членов команды «Челси», которая достигла 22 места в британских чартах. Брайан Адамс, фанат «Челси», посвятил клубу свою песню «We’re Gonna Win» (рус. «Мы собираемся выиграть») из альбома 18 til I Die.

## Текущий состав

### Основной состав
| 1  | Испания                   | Вр  | Роберт Санчес                 | 1997 |  |  |  |  |  |
| 12 | Дания                     | Вр  | Филип Йёргенсен               | 2002 |  |  |  |  |  |
| 44 | Соединённые Штаты Америки | Вр  | Гейбриел Слонина              | 2004 |  |  |  |  |  |
|    |                           |     |                               |      |  |  |  |  |  |
| 2  | Франция                   | Защ | Аксель Дисаси                 | 1998 |  |  |  |  |  |
| 3  | Испания                   | Защ | Марк Кукурелья                | 1998 |  |  |  |  |  |
| 4  | Англия                    | Защ | Тосин Адарабиойо              | 1997 |  |  |  |  |  |
| 5  | Франция                   | Защ | Бенуа Бадьяшиль               | 2001 |  |  |  |  |  |
| 6  | Англия                    | Защ | Леви Колуилл                  | 2003 |  |  |  |  |  |
| 21 | Нидерланды                | Защ | Йоррел Хато                   | 2006 |  |  |  |  |  |
| 23 | Англия                    | Защ | Трево Чалоба                  | 1999 |  |  |  |  |  |
| 24 | Англия                    | Защ | Рис Джеймс (капитан)          | 1999 |  |  |  |  |  |
| 27 | Франция                   | Защ | Мало Гюсто                    | 2003 |  |  |  |  |  |
| 29 | Франция                   | Защ | Весле Фофана                  | 2000 |  |  |  |  |  |
| 30 | Аргентина                 | Защ | Аарон Ансельмино              | 2005 |  |  |  |  |  |
| 34 | Англия                    | Защ | Джош Ачимпонг                 | 2006 |  |  |  |  |  |
| 42 | Англия                    | Защ | Алфи Гилкрист                 | 2003 |  |  |  |  |  |
| —  | Англия                    | Защ | Бен Чилуэлл                   | 1996 |  |  |  |  |  |
|    |                           |     |                               |      |  |  |  |  |  |
| 8  | Аргентина                 | ПЗ  | Энцо Фернандес (вице-капитан) | 2001 |  |  |  |  |  |
| 10 | Англия                    | ПЗ  | Коул Палмер                   | 2002 |  |  |  |  |  |

| 14 | Португалия  | ПЗ  | Дариу Эссугу                  | 2005 |  |  |  |  |  |
| 17 | Бразилия    | ПЗ  | Андрей Сантос                 | 2004 |  |  |  |  |  |
| 25 | Эквадор     | ПЗ  | Мойсес Кайседо (вице-капитан) | 2001 |  |  |  |  |  |
| 37 | Англия      | ПЗ  | Омари Келлиман                | 2005 |  |  |  |  |  |
| 40 | Португалия  | ПЗ  | Ренату Вейга                  | 2003 |  |  |  |  |  |
| 41 | Бразилия    | ПЗ  | Эстеван                       | 2007 |  |  |  |  |  |
| 45 | Бельгия     | ПЗ  | Ромео Лавия                   | 2004 |  |  |  |  |  |
| —  | Англия      | ПЗ  | Карни Чуквуэмека              | 2003 |  |  |  |  |  |
| —  | Англия      | ПЗ  | Алекс Матос                   | 2004 |  |  |  |  |  |
|    |             |     |                               |      |  |  |  |  |  |
| 7  | Португалия  | Нап | Педру Нету                    | 2000 |  |  |  |  |  |
| 9  | Англия      | Нап | Лиам Делап                    | 2003 |  |  |  |  |  |
| 11 | Англия      | Нап | Джейми Гиттенс                | 2004 |  |  |  |  |  |
| 15 | Сенегал     | Нап | Николас Джексон               | 2001 |  |  |  |  |  |
| 18 | Франция     | Нап | Кристофер Нкунку              | 1997 |  |  |  |  |  |
| 20 | Бразилия    | Нап | Жуан Педро                    | 2001 |  |  |  |  |  |
| 32 | Англия      | Нап | Тайрик Джордж                 | 2006 |  |  |  |  |  |
| —  | Украина     | Нап | Михаил Мудрик                 | 2001 |  |  |  |  |  |
| —  | Кот-д’Ивуар | Нап | Давид Датро Фофана            | 2002 |  |  |  |  |  |
| —  | Англия      | Нап | Рахим Стерлинг                | 1994 |  |  |  |  |  |

### Игроки в аренде
| №  |                           | Поз. | Имя                                                    | Год рождения |
| -- | ------------------------- | ---- | ------------------------------------------------------ | ------------ |
| 39 | Бельгия                   | Вр   | Майк Пендерс (в «Страсбуре» до 30 июня 2026)           | 2005         |
| —  | Англия                    | Вр   | Тедди Шарман-Лоу (в «Болтон Уондерерс» до 31 мая 2026) | 2003         |
| 19 | Франция                   | Защ  | Мамаду Сарр (в «Страсбуре» до 30 июня 2026)            | 2005         |
| —  | Соединённые Штаты Америки | Защ  | Кейлеб Уайли (в «Уотфорде» до 31 мая 2026)             | 2004         |

| №  |          | Поз. | Имя                                                 | Год рождения |
| -- | -------- | ---- | --------------------------------------------------- | ------------ |
| —  | Эквадор  | ПЗ   | Кендри Паэс (в «Страсбуре» до 30 июня 2026)         | 2007         |
| —  | Англия   | ПЗ   | Лео Каслдайн (в «Хаддерсфилд Тауне» до 31 мая 2026) | 2005         |
| 36 | Бразилия | Нап  | Дейвид Вашингтон (в «Сантосе» до 31 декабря 2025)   | 2005         |
| 38 | Испания  | Нап  | Марк Гиу (в «Сандерленде» до 31 мая 2026)           | 2006         |

### Резервисты и Академия
Резервная команда «Челси» выступает в Лиге профессионального развития до 21 года, Кубке Премьер-лиги до 21 года и Международном кубке Премьер-лиги. С момента основания Премьер-лиги для резервистов в 1999 году команда один раз становилась чемпионом в сезоне 2010/11. В сезоне 2013/14 резервисты «Челси» стали победителями второго розыгрыша Лиги профессионального развития.
Помимо, команды до 21 года, у «Челси» существует команда до 19 лет, специально для выступления в еврокубках. Команда до 19 лет участвовала в первом европейском футбольном турнире, который по формату походил на Лигу чемпионов УЕФА, под названием NextGen Series, в котором в сезоне 2012/13, дошла до финала и проиграла сверстникам из «Астон Виллы» (0:2). С сезона 2013/14 УЕФА организовала свой турнир для юношеских команд клубов, которые участвуют в групповом этапе Лиги чемпионов УЕФА. В сезоне 2014/15 «Челси» стал первым английским клубом, выигравшим Юношескую лигу УЕФА, победив в финале украинский «Шахтёр Донецк» со счётом 3:2. В сезоне 2015/16 «Челси» снова удалось победить в Юношеской лиге УЕФА, победив в финале со счётом 2:1 «Пари Сен-Жермен». Тем самым став двукратным победителем этого турнира, выиграв его два раза подряд.
Академия «Челси» является базой для подготовки молодых футболистов для резервного и основного состава клуба. В Академии есть несколько команд, разделённых по возрасту, начиная с команды игроков до 9 лет и заканчивая игроками до 18 лет, которая в настоящее[какое?] время выступает в Лиге профессионального развития до 18 лет и Молодёжном кубке Англии. Академия семь раз становилась обладателем Молодёжного кубка Англии, занимая по этому показателю 2-е место в истории (совместно с «Арсеналом»).
| 40 | Англия    | Вр  | Тед Керд                | 2006 |  |  |  |  |  |
| 50 | Англия    | Вр  | Макс Меррик             | 2005 |  |  |  |  |  |
| 80 | Англия    | Вр  | Хадсон Сэндс            | 2007 |  |  |  |  |  |
|    |           |     |                         |      |  |  |  |  |  |
| 44 | Англия    | Защ | Броди Хьюз              | 2004 |  |  |  |  |  |
| 49 | Англия    | Защ | Ричард Олисе            | 2004 |  |  |  |  |  |
| 59 | Англия    | Защ | Харрисон Марри-Кэмпбелл | 2006 |  |  |  |  |  |
| 63 | Англия    | Защ | Кейден Уилсон           | 2005 |  |  |  |  |  |
| 64 | Швеция    | Защ | Генесис Антви           | 2007 |  |  |  |  |  |
| 75 | Ирландия  | Защ | Гарри Макглинчи         | 2007 |  |  |  |  |  |
| —  | Англия    | Защ | Киан Бест               | 2005 |  |  |  |  |  |
|    |           |     |                         |      |  |  |  |  |  |
| 33 | Англия    | ПЗ  | Киано Дайер             | 2006 |  |  |  |  |  |
| 37 | Англия    | ПЗ  | Омари Келлиман          | 2005 |  |  |  |  |  |
| 42 | Финляндия | ПЗ  | Джими Тауриайнен        | 2004 |  |  |  |  |  |
| 48 | Шотландия | ПЗ  | Харрисон Макмэхон       | 2006 |  |  |  |  |  |
| 51 | Англия    | ПЗ  | Сэмьюэл Рак-Саки        | 2005 |  |  |  |  |  |

| 65 | Португалия        | ПЗ  | Лео Кардозу        | 2006 |  |  |  |  |  |
| 66 | Англия            | ПЗ  | Олли Харрисон      | 2007 |  |  |  |  |  |
| 67 | Англия            | ПЗ  | Фрэнки Ранхэм      | 2007 |  |  |  |  |  |
| 72 | Англия            | ПЗ  | Лэндон Эменало     | 2008 |  |  |  |  |  |
| 81 | Англия            | ПЗ  | Реджи Уолш         | 2008 |  |  |  |  |  |
| —  | Англия            | ПЗ  | Алекс Матос        | 2004 |  |  |  |  |  |
| —  | Северная Ирландия | ПЗ  | Кристофер Атертон  | 2008 |  |  |  |  |  |
| —  | Англия            | ПЗ  | Джесси Дерри       | 2007 |  |  |  |  |  |
|    |                   |     |                    |      |  |  |  |  |  |
| 32 | Англия            | Нап | Тайрик Джордж      | 2006 |  |  |  |  |  |
| 55 | Англия            | Нап | Ато Ампа           | 2006 |  |  |  |  |  |
| 58 | Англия            | Нап | Джимми-Джей Морган | 2006 |  |  |  |  |  |
| 68 | Ирландия          | Нап | Шон Уэйд           | 2006 |  |  |  |  |  |
| 76 | Англия            | Нап | Шим Меука          | 2007 |  |  |  |  |  |
| —  | Ямайка            | Нап | Дужуан Ричардс     | 2005 |  |  |  |  |  |
| —  | Англия            | Нап | Ронни Статтер      | 2005 |  |  |  |  |  |

### ЖФК «Челси»
В структуру футбольного клуба «Челси» входит ещё и женская команда, которая с 2004 года стала его дочерним предприятием, и является частью программы развития клуба. ЖФК «Челси» играет домашние матчи на стадионе «Уитшиф Парк», который принадлежит клубу Истмийской футбольной лиги «Стейнс Таун». Женская команда «Челси» выступает в Первой женской Суперлиге Футбольной ассоциации и Женском кубке Англии. В 2015 году, женская команда «Челси» впервые выиграла Женский кубок Англии, обыграв в финале «Ноттс Каунти» 1:0 и впервые стала чемпионом, тем самым оформив золотой дубль. С момента основания женской Суперлиги в 2010 году команда становилась восьмикратным чемпионом Англии в сезонах 2015, 2017, 2017/18, 2019/20, 2020/21, 2021/22, 2022/23, 2023/24 и 2024/25. ЖФК «Челси» 9 раз выигрывал Кубок графства Суррей, Южный дивизион Премьер-лиги в 2005 году, что позволило ему выйти в элиту женского футбола Англии. В сезонах 2008/09 и 2009/10, команда заняла 3-е место в Национальном дивизионе Премьер-лиги, что стало на тот момент рекордным достижением в её истории. В 2010 году ЖФК «Челси» стал одним из восьми клубов-основателей Суперлиги Футбольной ассоциации, новой высшей лиги женского футбола. Президентом клуба является бывший капитан «Челси» Джон Терри.

## Трансферы 2025/2026

### Лето 2025
| Поз. | Игрок                | Предыдущий клуб          |
| ---- | -------------------- | ------------------------ |
| Вр   | Джордже Петрович**   | Страсбур                 |
| Вр   | Макс Меррик**        | Хэмптон энд Ричмонд Боро |
| Вр   | Кепа Аррисабалага**  | Борнмут                  |
| Вр   | Тедди Шарман-Лоу**   | Донкастер Роверс         |
| Вр   | Майк Пендерс**       | Генк                     |
| Защ  | Аксель Дисаси**      | Астон Вилла              |
| Защ  | Бен Чилуэлл**        | Кристал Пэлас            |
| Защ  | Зак Стердж**         | Миллуолл                 |
| Защ  | Алфи Гилкрист**      | Шеффилд Юнайтед          |
| Защ  | Башир Хамфрис**      | Бернли                   |
| Защ  | Дилан Уильямс**      | Бертон Альбион           |
| Защ  | Кейлеб Уайли**       | Уотфорд                  |
| Защ  | Мамаду Сарр          | Страсбур                 |
| Защ  | Киан Бест            | Престон Норт Энд         |
| Защ  | Йоррел Хато          | Аякс                     |
| ПЗ   | Лесли Угочукву**     | Саутгемптон              |
| ПЗ   | Карни Чуквуэмека**   | Боруссия Дортмунд        |
| ПЗ   | Андрей Сантос**      | Страсбур                 |
| ПЗ   | Ренату Вейга**       | Ювентус                  |
| ПЗ   | Алекс Матос**        | Оксфорд Юнайтед          |
| ПЗ   | Лео Каслдайн**       | Шрусбери Таун            |
| ПЗ   | Дариу Эссугу         | Спортинг (Лиссабон)      |
| ПЗ   | Эстеван Виллиан      | Палмейрас                |
| ПЗ   | Кендри Паэс          | Индепендьенте дель Валье |
| ПЗ   | Кристофер Атертон    | Гленавон                 |
| ПЗ   | Джесси Дерри         | Кристал Пэлас U-18       |
| Нап  | Джимми-Джей Морган** | Джиллингем               |
| Нап  | Жуан Феликс**        | Милан                    |
| Нап  | Ронни Статтер**      | Бертон Альбион           |
| Нап  | Рахим Стерлинг**     | Арсенал                  |
| Нап  | Армандо Броя**       | Эвертон                  |
| Нап  | Лиам Делап           | Ипсвич Таун              |
| Нап  | Жуан Педро           | Брайтон энд Хоув Альбион |
| Нап  | Джейми Гиттенс       | Боруссия Дортмунд        |

| Поз. | Игрок                | Новый клуб            |
| ---- | -------------------- | --------------------- |
| Вр   | Маркус Беттинелли    | Манчестер Сити        |
| Вр   | Лукас Бергстрём***   | Мальорка              |
| Вр   | Эдди Бич***          | Килмарнок             |
| Вр   | Люк Кэмпбелл***      | Ноттингем Форест U-21 |
| Вр   | Тедди Шарман-Лоу*    | Болтон Уондерерс      |
| Вр   | Кепа Аррисабалага    | Арсенал               |
| Вр   | Джордже Петрович     | Борнмут               |
| Вр   | Майк Пендерс*        | Страсбур              |
| Защ  | Башир Хамфрис        | Бернли                |
| Защ  | Дилан Уильямс***     | Бертон Альбион        |
| Защ  | Марселл Вашингтон*** | Арсенал U-21          |
| Защ  | Зак Стердж           | Миллуолл              |
| Защ  | Кейлеб Уайли*        | Уотфорд               |
| Защ  | Ише Сэмьюэлс-Смит    | Страсбур              |
| Защ  | Мамаду Сарр*         | Страсбур              |
| ПЗ   | Уолтер Наттер***     | Саутгемптон U-18      |
| ПЗ   | Матис Амугу          | Страсбур              |
| ПЗ   | Гарри Родда          | Саутгемптон U-18      |
| ПЗ   | Кендри Паэс*         | Страсбур              |
| ПЗ   | Лео Каслдайн*        | Хаддерсфилд Таун      |
| ПЗ   | Кирнан Дьюзбери-Холл | Эвертон               |
| ПЗ   | Лесли Угочукву       | Бернли                |
| Нап  | Джейдон Санчо**      | Манчестер Юнайтед     |
| Нап  | Доннелл Макнилли***  | свободный агент       |
| Нап  | Нони Мадуэке         | Арсенал               |
| Нап  | Жуан Феликс          | Ан-Наср               |
| Нап  | Марк Гиу*            | Сандерленд            |
| Нап  | Армандо Броя         | Бернли                |

## Официальные лица клуба
| 1905—1935 | Клод Кирби       |
| 1935—1936 | Чарльз Пратт     |
| 1936—1940 | Чарльз Крисп     |
| 1940—1966 | Джо Мирс         |
| 1966—1968 | Чарльз Пратт-мл. |
| 1968—1969 | Лен Уитли        |
| 1969—1981 | Брайан Мирс      |
| 1981—1982 | Чарльз Кадоган   |
| 1982—2004 | Кен Бейтс        |
| 2004—2022 | Брюс Бак         |
| 2022—     | Тодд Боэли       |

- По данным официального сайта[149].

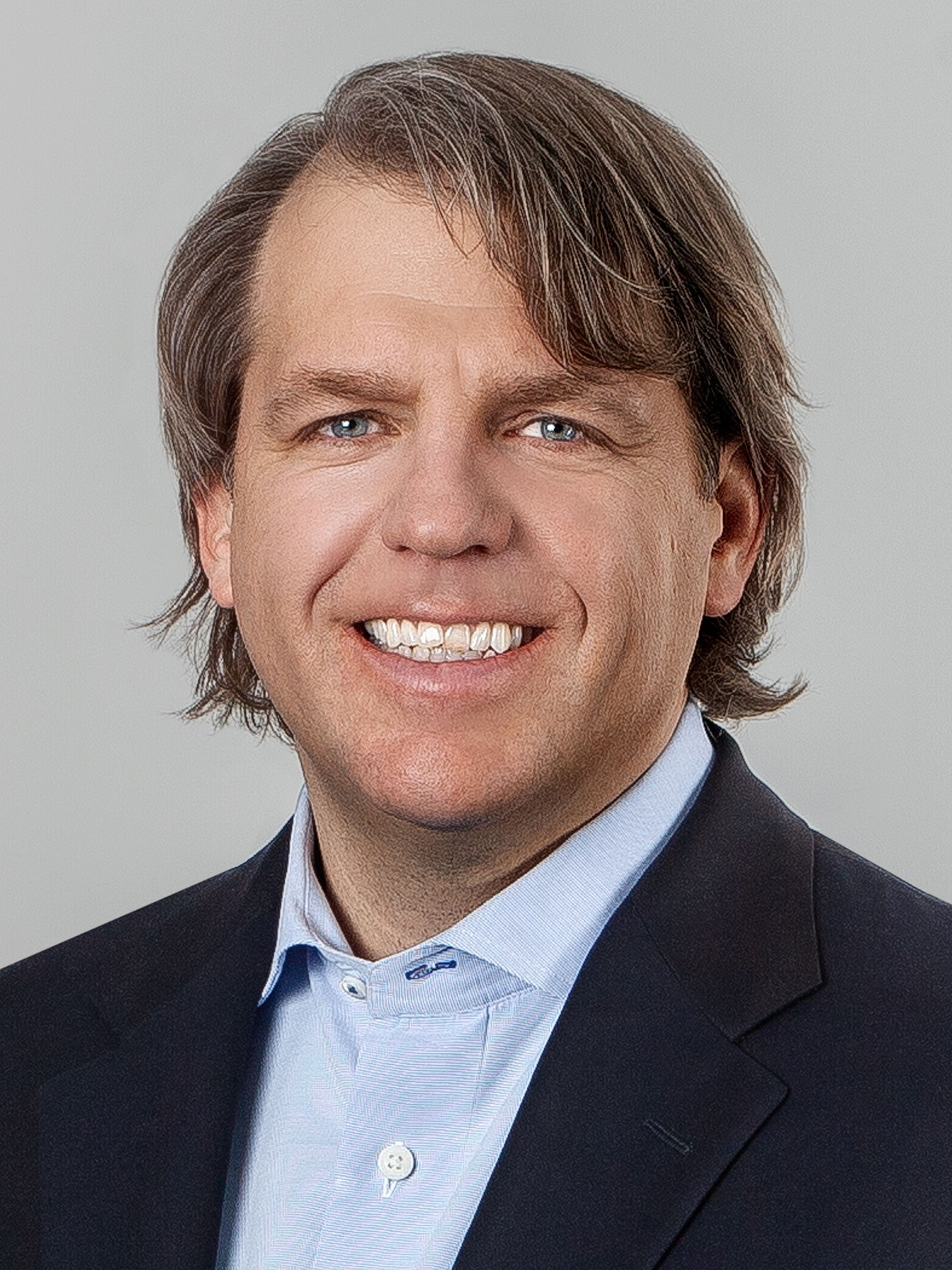
Боэли, Тодд, председатель и один из совладельцев «Челси»

На 2015 год с момента своего основания в 1905 году у «Челси» было в общей сложности 10 президентов. Первым президентом клуба был Клод Кирби, который являлся президентом с самым продолжительным сроком пребывания в должности — 30 лет, с 1905 по 1935 год, но за это время клуб не выиграл ни одного трофея. Другими видными президентами клуба были Джо Мирс, сын основателя клуба Джозефа Мирса, и Брайан Мирс, в свою очередь, сын Джо и внук Джозефа. За время президентства Джо Мирса, а это 26 лет, «Челси» выиграл 3 трофея: чемпионский титул Первого дивизиона, Суперкубок Англии и Кубок Футбольной лиги. Брайан, в свою очередь, управлял клубом 12 лет, при нём были выиграны Кубок Англии и Кубок обладателей кубков УЕФА.
Самым успешным президентом является Кен Бейтс, при нём клуб выиграл 13 трофеев. За 22 года правления Бейтса «Челси» выиграл 10 титулов: 8 национальных и 2 международных. Бейтс также был тем, кто выиграл судебную тяжбу против застройщиков, и тем самым сохранил за клубом стадион. Действующим президентом клуба является Брюс Бак. Он стал президентом в 2004 году после покупки клуба Романом Абрамовичем, до этого он занимался юридическими делами в компании «Сибнефть», которая принадлежала Абрамовичу, прежде чем продать её «Газпрому» в 2005 году. За шесть лет пребывания его в должности, «Челси» завоевал 13 титулов. Также у «Челси» был ещё и пожизненный президент клуба — это известный актёр и продюсер лорд Ричард Аттенборо. Аттенборо присоединился к клубу в 1969 году в качестве директора, эту должность он занимал до 1982 года, когда был повышен до пожизненного вице-президента, а затем и президента в 2008 году. Ушёл из жизни на 91-м году жизни 24 августа 2014 года.
- Владелец:  BlueCo[англ.]

Открытая публичная компания с ограниченной ответственностью «Челси»
- Председатель: Тодд Боэли[англ.][156]
- Директора: Бехдад Эгбали[англ.], Хосе Фелисиано[англ.], Марк Уолтер[англ.], Хансйорг Висс[англ.], Джонатан Гольдштейн[англ.], Барбара Чароне[англ.], Дэниел Финкельштейн[англ.], Джеймс Пэйд, Дэвид Барнард[156]

Футбольный клуб «Челси»
- Президент: Тодд Боэли[англ.]
- Исполнительный директор: Крис Джурасек[англ.]
- Директор по футбольным операциям: Дэвид Барнард

## Тренерский и медицинский штаб
- По данным официального сайта[157][158].

| Главный тренер                                          | Энцо Мареска        |
| Ассистент главного тренера                              | Вильфредо Кабальеро |
| Ассистент главного тренера                              | Роберто Витиэлло    |
| Ассистент главного тренера                              | Дэнни Уокер         |
| Тренер вратарей                                         | Мишель де Бернардин |
| Ассистент тренера вратарей                              | Джеймс Расселл      |
| Глава международного отдела вратарей                    | Бен Робертс         |
| Тренер по физподготовке                                 | Маркос Альварес     |
| Технический аналитик                                    | Бернардо Куэва      |
| Игровой аналитик                                        | Хави Молина         |
| Специалист по поддержке и развитию игроков              | Вилли Айса          |
| Технический тренер по аренде                            | Карло Кудичини      |
| Руководитель скаутского отдела                          | Эндрю Казинс        |
| Руководитель отдела международных отношений и скаутинга | Сэм Джуэлл          |
| Медицинский директор                                    | Крэйг Робертс       |
| Глава отдела юношеского развития и менеджер академии    | Джек Фрэнсис        |
| Технический директор отдела по работе с игроками аренды | Джош Марш           |
| Главный тренер команды до 21 года                       | Калум Макфарлейн    |
| Ассистент главного тренера команды до 21 года           | Джек Мезур          |
| Ассистент главного тренера команды до 21 года           | Джеймс Симмондс     |
| Главный тренер команды до 18 лет                        | Хассан Сулейман     |
| Ассистент главного тренера команды до 18 лет            | Энди Росс           |
| Ассистент главного тренера команды до 18 лет            | Джимми Смит         |

## Главные тренеры
Следующие главные тренеры выиграли хотя бы один турнир с «Челси».
| Имя               | Период              | Показатели | Показатели | Показатели | Показатели | Показатели | Показатели | Показатели | Выигранные турниры                                                                                    |
| Имя               | Период              | М          | В          | Н          | П          | МЗ         | МП         | %          | Выигранные турниры                                                                                    |
| ----------------- | ------------------- | ---------- | ---------- | ---------- | ---------- | ---------- | ---------- | ---------- | --- |
| Тед Дрейк         | 1952—1961           | 424        | 156        | 103        | 165        | 771        | 772        | 36,79      | 1 чемпионский титул Первого дивизиона, 1 Суперкубок Англии                                            |
| Томми Дохерти     | 1962—1967           | 302        | 143        | 64         | 95         | 526        | 422        | 47,35      | 1 Кубок Футбольной лиги                                                                               |
| Дейв Секстон      | 1967—1974           | 373        | 165        | 108        | 100        | 570        | 438        | 44,23      | 1 Кубок Англии, 1 Кубок обладателей кубков УЕФА                                                       |
| Джон Нил          | 1981—1985           | 204        | 84         | 62         | 58         | 326        | 253        | 41,18      | 1 чемпионский титул Второго дивизиона                                                                 |
| Джон Холлинс      | 1985—1988           | 144        | 56         | 37         | 51         | 196        | 214        | 38,89      | 1 Кубок полноправных членов                                                                           |
| Бобби Кэмпбелл    | 1988—1991           | 161        | 74         | 47         | 40         | 280        | 230        | 45,96      | 1 чемпионский титул Второго дивизиона, 1 Кубок полноправных членов                                    |
| Рууд Гуллит       | 1996—1998           | 82         | 41         | 17         | 24         | 157        | 109        | 50,00      | 1 Кубок Англии                                                                                        |
| Джанлука Виалли   | 1998—2000           | 142        | 75         | 38         | 29         | 222        | 123        | 52,82      | 1 Кубок Англии, 1 Кубок Лиги, 1 Кубок обладателей кубков УЕФА, 1 Суперкубок Англии, 1 Суперкубок УЕФА |
| Жозе Моуринью     | 2004—2007 2013—2015 | 321        | 204        | 69         | 48         | 575        | 240        | 63,55      | 3 чемпионских титула Премьер-лиги, 1 Кубок Англии, 3 Кубка Лиги, 1 Суперкубок Англии                  |
| Гус Хиддинк       | 2009 2015—2016      | 51         | 28         | 16         | 7          | 96         | 58         | 54,90      | 1 Кубок Англии                                                                                        |
| Карло Анчелотти   | 2009—2011           | 109        | 67         | 20         | 22         | 241        | 94         | 61,47      | 1 чемпионский титул Премьер-лиги, 1 Кубок Англии, 1 Суперкубок Англии                                 |
| Роберто Ди Маттео | 2012                | 42         | 24         | 9          | 9          | 91         | 55         | 57,14      | 1 Кубок Англии, 1 Лига чемпионов УЕФА                                                                 |
| Рафаэль Бенитес   | 2012—2013           | 47         | 27         | 11         | 9          | 97         | 49         | 57,45      | 1 Лига Европы УЕФА                                                                                    |
| Антонио Конте     | 2016—2018           | 106        | 69         | 17         | 20         | 211        | 100        | 65,10      | 1 чемпионский титул Премьер-лиги, 1 Кубок Англии                                                      |
| Маурицио Сарри    | 2018—2019           | 63         | 39         | 13         | 11         | 112        | 58         | 61,90      | 1 Лига Европы УЕФА                                                                                    |
| Томас Тухель      | 2021—2022           | 99         | 62         | 19         | 18         | 196        | 105        | 62,62      | 1 Лига чемпионов УЕФА, 1 Суперкубок УЕФА, 1 Клубный чемпионат мира                                    |
| Энцо Мареска      | 2024—н. в.          | 64         | 41         | 9          | 14         | 137        | 64         | 64,06      | 1 Лига конференций УЕФА, 1 Клубный чемпионат мира                                                     |

## Достижения
- По данным официального сайта[160].

### Национальные

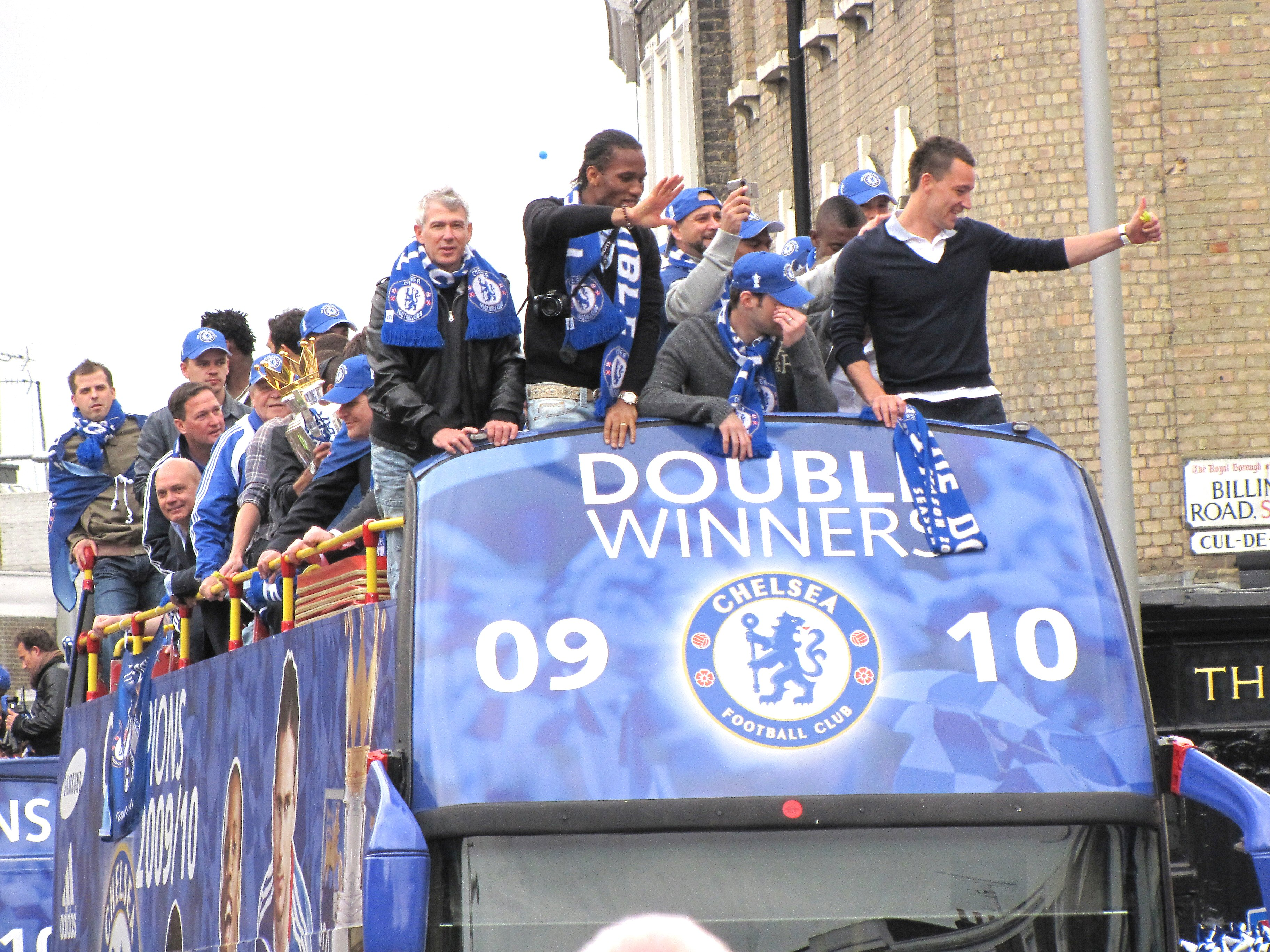
Игроки «Челси» отмечают завоевание золотого дубля в 2010 году

- Первый дивизион / Премьер-лига[b]
  - Чемпион (6): 1954/55, 2004/05, 2005/06, 2009/10, 2014/15, 2016/17
  - Вице-чемпион (4): 2003/04, 2006/07, 2007/08, 2010/11
- Второй дивизион[b]
  - Чемпион (2): 1983/84, 1988/89
  - Вице-чемпион (5): 1906/07, 1911/12, 1929/30, 1962/63, 1976/77
- Кубок Англии
  - Обладатель (8): 1970, 1997, 2000, 2007, 2009, 2010, 2012, 2018
  - Финалист (8): 1915, 1967, 1994, 2002, 2017, 2020, 2021, 2022
- Кубок Футбольной лиги
  - Обладатель (5): 1965, 1998, 2005, 2007, 2015
  - Финалист (5): 1972, 2008, 2019, 2022, 2024
- Суперкубок Англии
  - Обладатель (4): 1955, 2000, 2005, 2009
- Кубок полноправных членов
  - Обладатель (2): 1986, 1990
- Военный кубок Футбольной лиги
  - Финалист: 1944/45

### Международные
- Лига чемпионов УЕФА
  - Победитель (2): 2012, 2021
  - Финалист: 2008
- Лига Европы УЕФА
  - Победитель (2): 2013, 2019
- Лига конференций УЕФА
  - Победитель: 2025
- Кубок обладателей кубков УЕФА
  - Обладатель (2): 1971, 1998
- Суперкубок УЕФА
  - Обладатель (2): 1998, 2021
- Клубный чемпионат мира ФИФА
  - Победитель (2): 2021, 2025
  - Финалист: 2012

«Дубли»

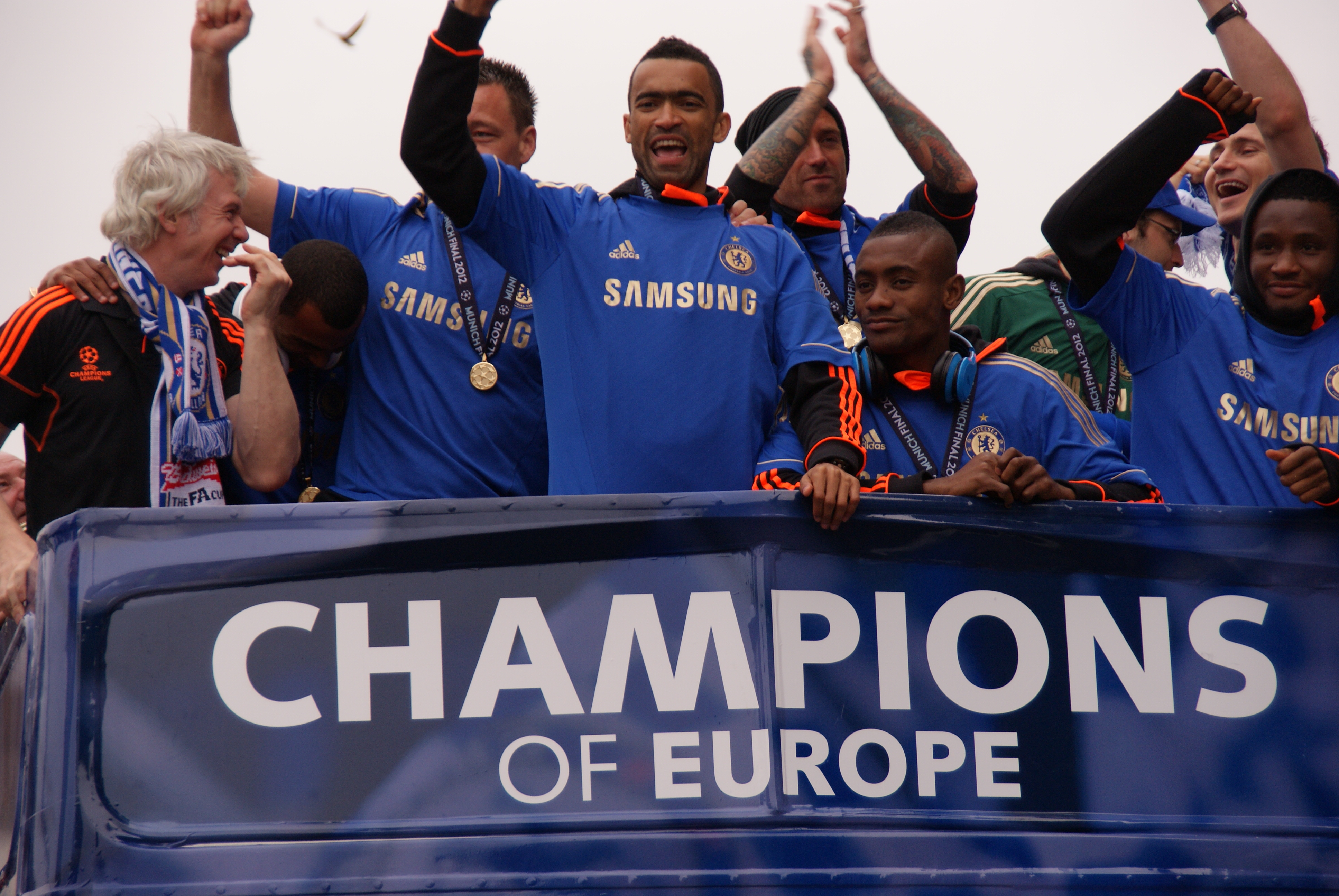
Парад в честь победителей Лиги чемпионов сезона 2011/12

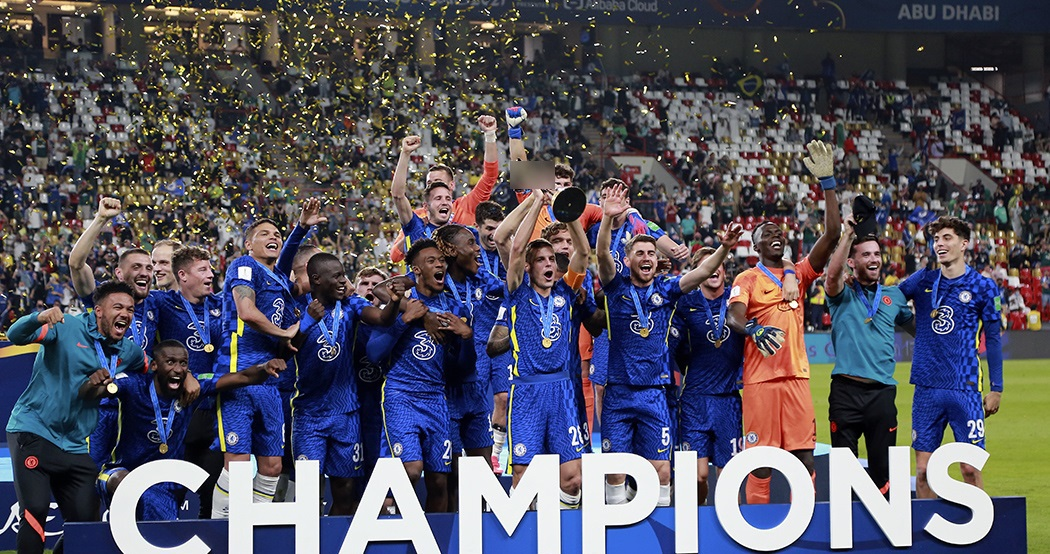
Игроки «Челси» празднуют свой первый титул чемпиона мира среди клубов 2021 года после победы в финале над бразильским «Палмейрасом»

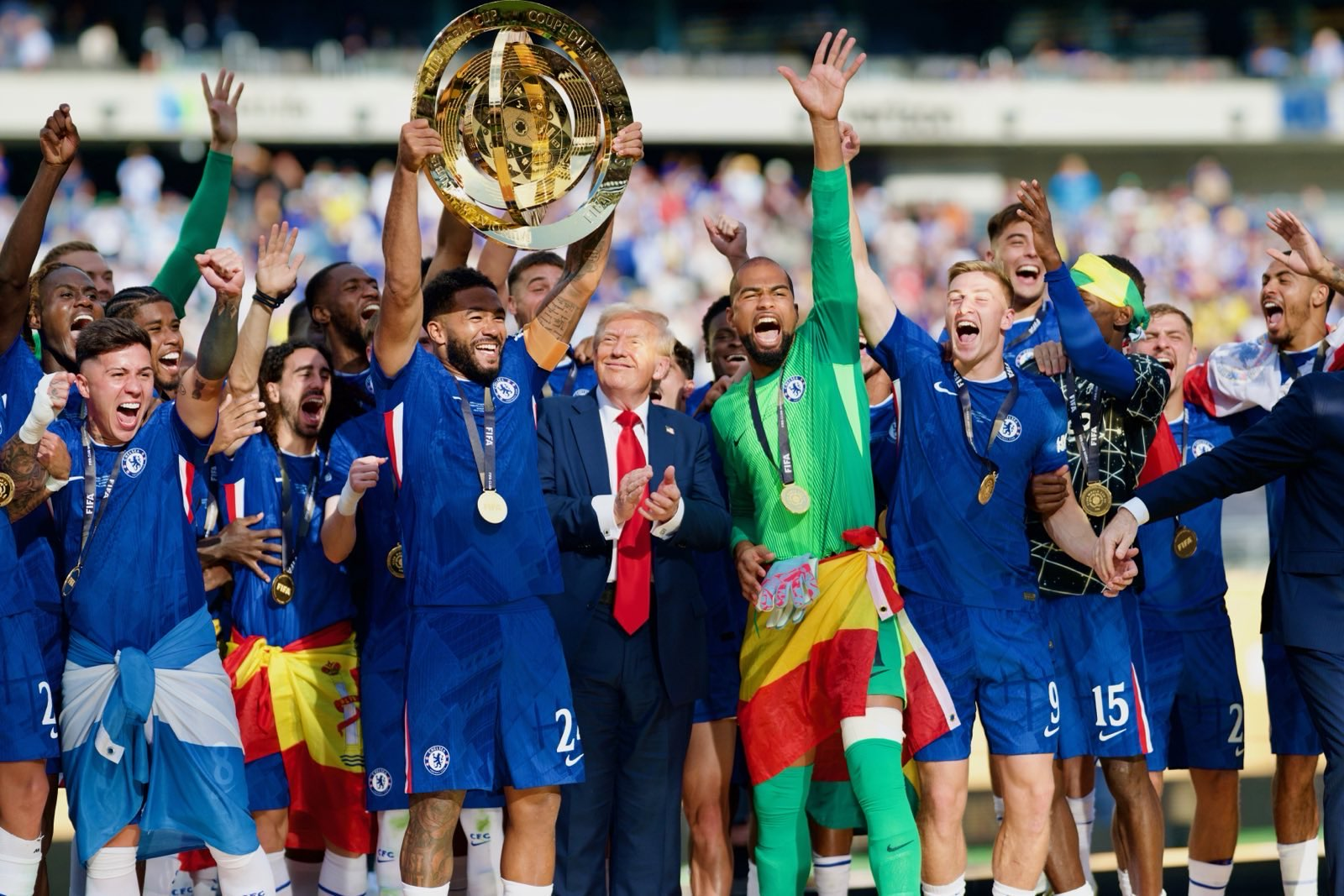
Капитан «Челси» Рис Джеймс поднимает трофей Клубного чемпионата мира ФИФА после победы на чемпионате 2025 года

- 1997/98: Кубок Футбольной лиги и Кубок обладателей кубков УЕФА
- 2004/05: Премьер-лига и Кубок Футбольной лиги
- 2006/07: Кубок Англии и Кубок Футбольной лиги
- 2009/10: Премьер-лига и Кубок Англии
- 2011/12: Кубок Англии и Лига чемпионов УЕФА
- 2014/15: Премьер-лига и Кубок Футбольной лиги
- 2024/25: Лига конференций УЕФА и Клубный чемпионат мира ФИФА

Короткие турниры, включая Суперкубок Англии и Суперкубок УЕФА, не учитываются при определении «дубля».

## Рекорды
- По данным официального сайта[162].

### Командные рекорды
- Самая крупная победа во всех соревнованиях: 13:0 — против «Женесс Отшараж», Кубок обладателей кубков УЕФА, 29 сентября 1971 года.
- Самая крупная победа в Премьер-лиге:
  - 8:0 — против «Уиган Атлетик», 9 мая 2010 года.
  - 8:0 — против «Астон Виллы», 24 декабря 2012 года.
- Наибольшее количество голов, забитых в одном сезоне: 103 гола в 38 матчах — Премьер-лига, 2009/10.
- Наименьшее количество пропущенных голов в одном сезоне: 15 голов в 38 матчах — Премьер-лига, 2004/05.
- Наибольшее число «сухих» матчей за сезон: 34 в 59 матчах — Премьер-лига, 2004/05.
- Наибольшее число набранных очков в сезоне: 95, Премьер-лига, 2004/05.
- Самая длинная беспроигрышная серия в домашних матчах: 86 матчей, с 20 марта 2004 по 26 октября 2008 года.
- Самая длинная победная серия в чемпионате: 13 матчей, с 24 сентября 2016 по 05 января 2017 года.
- Самая большая победа в еврокубках по сумме двух матчей: 21:0 — против «Женесс Отшараж», Кубок обладателей кубков УЕФА, 29 сентября 1971 года.

### Рекорды игроков
- Наибольшее количество голов в сезоне: 43 — Джимми Гривз, Первый дивизион, 1960/61.
- Наибольшее количество голов в одном матче: 6 — Джордж Хилсдон, против «Уорксоп Таун», Кубок Англии, 11 января 1908 года.
- Наибольшее количество голов в чемпионате Англии за сезон: 41 — Джимми Гривз, Первый дивизион, 1960/61.
- Наибольшее количество голов в Премьер-лиге: 147 — Фрэнк Лэмпард, с 2001 по 2014 год.
- Наибольшее количество голов в одном сезоне Премьер-лиги: 29 — Дидье Дрогба, 2009/10.
- Наибольшее количество голов в одном матче Премьер-лиги:
  - 4, Джанлука Виалли, против «Барнсли», 24 августа 1997.
  - 4, Джимми Хассельбайнк, против «Ковентри Сити», 21 октября 2000.
  - 4, Фрэнк Лэмпард, против «Дерби Каунти», 12 марта 2008.
  - 4, Фрэнк Лэмпард, против «Астон Виллы», 27 марта 2010.
  - 4, Коул Палмер, против «Эвертона», 15 апреля 2024.
  - 4, Коул Палмер, против «Брайтон энд Хоув Альбион», 28 сентября 2024.
- Наибольшее количество голов в еврокубках в одном матче: 5 — Питер Осгуд, против «Женесс Отшараж», Кубок обладателей кубков УЕФА, 29 сентября 1971 года.
- Наибольшее количество хет-триков: 13 — Джимми Гривз, с 1957 по 1961 год.
- Наибольшее количество забитых пенальти: 49 — Фрэнк Лэмпард, с 2001 по 2014 год.

| № | Имя               | Период              | Матчи | Голы |
| - | ----------------- | ------------------- | ----- | ---- |
| 1 | Рон Харрис        | 1961—1980           | 795   | 14   |
| 2 | Питер Бонетти     | 1959—1975 1976—1979 | 729   | 0    |
| 3 | Джон Терри        | 1998—2017           | 717   | 67   |
| 4 | Фрэнк Лэмпард     | 2001—2014           | 648   | 211  |
| 5 | Джон Холлинс      | 1963—1975 1983—1984 | 592   | 64   |
| 6 | Сесар Аспиликуэта | 2012—2023           | 508   | 17   |
| 7 | Петр Чех          | 2004—2015           | 494   | 0    |
| 8 | Деннис Уайз       | 1990—2001           | 445   | 76   |
| 9 | Стив Кларк        | 1987—1998           | 421   | 10   |

| №  | Имя            | Период              | Голы | Матчи |
| -- | -------------- | ------------------- | ---- | ----- |
| 1  | Фрэнк Лэмпард  | 2001—2014           | 211  | 648   |
| 2  | Бобби Тэмблинг | 1959—1970           | 202  | 370   |
| 3  | Керри Диксон   | 1983—1992           | 193  | 420   |
| 4  | Дидье Дрогба   | 2004—2012 2014—2015 | 164  | 381   |
| 5  | Рой Бентли     | 1948—1956           | 150  | 380   |
| 5  | Питер Осгуд    | 1964—1979           | 150  | 368   |
| 7  | Джимми Гривз   | 1957—1961           | 132  | 169   |
| 8  | Джордж Миллс   | 1929—1943           | 125  | 239   |
| 9  | Эден Азар      | 2012—2019           | 110  | 352   |
| 10 | Джордж Хилсдон | 1906—1912           | 109  | 164   |

## Известные игроки, личные достижения игроков и тренеров «Челси»
Чемпионы мира
Следующие футболисты становились чемпионами мира, являясь игроками «Челси»:

| - Питер Бонетти — 1966 - Марсель Десайи — 1998 - Франк Лебёф — 1998 | - Андре Шюррле — 2014 - Оливье Жиру — 2018 - Н’Голо Канте — 2018 |

Обладатели Кубка конфедераций
Следующие футболисты становились обладателями Кубка конфедераций, являясь игроками «Челси»:

| - Марсель Десайи — 2001, 2003 - Франк Лебёф — 2001 - Вильям Галлас — 2003 | - Давид Луис — 2013 - Оскар — 2013 |

Чемпионы Олимпийских игр
Следующие футболисты становились чемпионами Олимпийских игр, являясь игроками «Челси»:

| - Вивьен Вудворд — 1912 |

Чемпионы Европы
Следующие футболисты становились чемпионами Европы, являясь игроками «Челси»:

| - Марсель Десайи — 2000 - Дидье Дешам — 2000 - Франк Лебёф — 2000 - Хуан Мата — 2012 | - Фернандо Торрес — 2012 - Жоржиньо — 2020 - Эмерсон — 2020 - Марк Кукурелья — 2024 |

Победители Лиги наций УЕФА
Следующие футболисты становились победителями Лиги наций УЕФА, являясь игроками «Челси»:

| - Кепа Аррисабалага — 2023 - Педру Нету — 2025 | - Ренату Вейга — 2025 - Жуан Феликс — 2025 |

Обладатели Кубка африканских наций
Следующие футболисты становились обладателями Кубка африканских наций, являясь игроками «Челси»:

| - Джон Оби Микел — 2013 - Виктор Мозес — 2013 | - Кеннет Омеруо — 2013 - Эдуар Менди — 2021 |

Обладатели Кубка Америки
Следующие футболисты становились обладателями Кубка Америки, являясь игроками «Челси»:

| - Алекс — 2007 - Виллиан — 2019 - Энцо Фернандес — 2024 |

Серебряный мяч по версии France Football
Следующие футболисты получили Серебряный мяч по версии France Football, выступая за «Челси»:
- Фрэнк Лэмпард — 2005

Золотой мяч футболиста года в Европе по версии Onze Mondial
Следующие игроки получили Золотой мяч футболиста года в Европе по версии Onze Mondial, выступая за «Челси»:
- Дидье Дрогба — 2004

Золотой мяч Клубного чемпионата мира ФИФА
Следующие игроки получили Золотой мяч Клубного чемпионата мира ФИФА, выступая за «Челси»:
- Тиагу Силва — 2021
- Коул Палмер — 2025

Игроки матча финала Клубного чемпионата мира ФИФА по футболу
Следующие тренеры были признаны Игроками матча среди команд-победителей финала Клубного чемпионата мира ФИФА, выступая за «Челси»:
- Антонио Рюдигер — 2021
- Коул Палмер — 2025

Второй Игрок года ФИФА
Следующие тренеры были признаны вторыми игроками года по версии ФИФА, выступая за «Челси»:
- Фрэнк Лэмпард — 2005

Лучший вратарь ФИФА
Следующие футболисты были признаны лучшими вратарями по версии ФИФА, выступая за «Челси»:
- Тибо Куртуа — 2018
- Эдуар Менди — 2021

Лучший вратарь мира по версии МФФИИС
Следующие футболисты были признаны лучшими вратарями мира по версии IFFHS, выступая за «Челси»:
- Петр Чех — 2005
- Тибо Куртуа — 2018

Лучший футболист года в Европе по версии УЕФА
Следующие игроки были награждены призом лучшему футболисту года в Европе по версии УЕФА, выступая за «Челси»:
- Жоржиньо — 2021

Лучший вратарь Европы по версии УЕФА
Следующие футболисты были признаны лучшими вратарями Европы по версии УЕФА, выступая за «Челси»:
- Петр Чех — 2005, 2007, 2008, 2012
- Эдуар Менди — 2021

Лучший клубный вратарь года по версии УЕФА
Следующие футболисты были признаны лучшими клубными вратарями года по версии УЕФА, выступая за «Челси»:
- Петр Чех — 2005, 2007, 2008

Лучший клубный защитник года по версии УЕФА
Следующие игроки были признаны лучшими клубными защитниками года по версии УЕФА, выступая за «Челси»:
- Джон Терри — 2005, 2008, 2009

Лучший клубный полузащитник года по версии УЕФА
Следующие игроки были признаны лучшими клубными полузащитниками года по версии УЕФА, выступая за «Челси»:
- Фрэнк Лэмпард — 2008
- Н’Голо Канте — 2021

100 легенд Футбольной лиги
Следующие футболисты «Челси» были включены в список 100 легенд Футбольной лиги::

| - Вивьен Вудворд - Джимми Гривз - Томми Лоутон | - Уильям Фулк - Гленн Ходдл - Хью Галлахер |

Члены Зала славы английского футбола
Следующие футболисты «Челси» были включены в Зал славы английского футбола:.

| - Джимми Гривз - Томми Лоутон - Фрэнк Лэмпард - Рэй Уилкинс | - Гленн Ходдл - Джанфранко Дзола - Марк Хьюз - Хью Галлахер |

Члены Зала славы английской Премьер-лиги
Следующие футболисты «Челси» были включены в Зал славы английской Премьер-лиги:.

| - Фрэнк Лэмпард - Дидье Дрогба - Петр Чех | - Эшли Коул - Джон Терри |

Игрок года по версии Футбольной ассоциации
Следующие футболисты были признаны игроками года по версии Футбольной ассоциации, выступая за «Челси»:
- Фрэнк Лэмпард — 2004, 2005
- Эшли Коул — 2010
- Коул Палмер — 2024

Игрок года по версии футболистов ПФА
Следующие футболисты были признаны игроками года по версии футболистов ПФА, выступая за «Челси»:
- Джон Терри — 2005
- Эден Азар — 2015
- Н’Голо Канте — 2017

Игрок года по версии болельщиков ПФА
Следующие футболисты были признаны игроками года по версии болельщиков ПФА, выступая за «Челси»:
- Фрэнк Лэмпард — 2005
- Эден Азар — 2019
- Коул Палмер — 2024

Футболист года по версии Ассоциации футбольных журналистов
Следующие игроки были признаны футболистами года по версии Ассоциации футбольных журналистов, выступая за «Челси»:
- Джанфранко Дзола — 1997
- Фрэнк Лэмпард — 2005
- Эден Азар — 2015
- Н’Голо Канте — 2017

Игрок года по версии Ассоциации футбольных болельщиков
Следующие игроки были признаны игроками года по версии Ассоциации футбольных болельщиков, выступая за «Челси»:
- Коул Палмер — 2024

Игрок сезона английской Премьер-лиги
Следующие футболисты были признаны игроками сезона английской Премьер-лиги, выступая за «Челси»:
- Фрэнк Лэмпард — 2004/05
- Эден Азар — 2014/15
- Н’Голо Канте — 2016/17

Игрок месяца английской Премьер-лиги
Следующие игроки были признаны игроками месяца английской Премьер-лиги, выступая за «Челси»:

| - Джанфранко Дзола — декабрь 1996, октябрь 2002 - Фрэнк Лэмпард — сентябрь 2003, апрель 2005, октябрь 2005, октябрь 2008 - Арьен Роббен — ноябрь 2004 - Джон Терри — январь 2005 - Джо Коул — март 2005 - Петр Чех — март 2007 - Деку — август 2008 | - Николя Анелька — ноябрь 2008 - Флоран Малуда — март 2010 - Давид Луис — март 2011 - Хуан Мата — октябрь 2012 - Диего Коста — август 2014, ноябрь 2016 - Эден Азар — октябрь 2016, сентябрь 2018 - Коул Палмер — апрель 2024, сентябрь 2024 |

Плеймейкер сезона английской Премьер-лиги
Следующие футболисты были признаны плеймейкерами сезона английской Премьер-лиги, выступая за «Челси»:
- Эден Азар — 2018/19

Лучший молодой игрок сезона в английской Премьер-лиге
Следующие футболисты были признаны лучшими молодыми игроками сезона в английской Премьер-лиге, выступая за «Челси»:
- Коул Палмер — 2023/24

Молодой игрок года по версии Футбольной ассоциации
Следующие футболисты были признаны молодыми игроками года по версии Футбольной ассоциации, выступая за «Челси»:
- Натаниэл Чалоба — 2012
- Доминик Соланке — 2014

Молодой игрок года по версии ПФА
Следующие футболисты были признаны молодыми игроками года по версии ПФА, выступая за «Челси»:
- Скотт Паркер — 2003/04
- Эден Азар — 2013/14
- Коул Палмер — 2023/24

Переломный момент сезона в английской Премьер-лиге
Следующие футболисты были награждены за создание переломного момента сезона в английской Премьер-лиге, выступая за «Челси»:
- Коул Палмер — 2023/24

Золотая перчатка английской Премьер-лиги
Следующие футболисты были награждены Золотой перчаткой английской Премьер-лиги, выступая за «Челси»:
- Петр Чех — 2004/05, 2009/10, 2013/14
- Тибо Куртуа — 2016/17

Сэйв сезона английской Премьер-лиги
Следующие игроки были признаны авторами лучшего сэйва сезона английской Премьер-лиги, выступая за «Челси»:
- Кепа Аррисабалага — 2022/23

Сэйв месяца английской Премьер-лиги
Следующие игроки были признаны авторами лучшего сэйва месяца английской Премьер-лиги, выступая за «Челси»:
- Кепа Аррисабалага — октябрь 2022
- Роберт Санчес — сентябрь 2023, октябрь 2024

Золотая бутса английской Премьер-лиги
Следующие футболисты были награждены Золотой бутсой английской Премьер-лиги, выступая за «Челси»:
- Джимми Флойд Хассельбайнк — 2000/01
- Дидье Дрогба — 2006/07, 2009/10
- Николя Анелька — 2008/09

Лучшие бомбардиры английской Премьер-лиги
Следующие футболисты стали лучшими бомбардирами Английского Первого дивизиона и Английской Премьер-лиги, выступая за «Челси»:

| - Джимми Гривз — 1958/59, 1960/61 - Керри Диксон — 1984/85 - Джимми Флойд Хассельбайнк — 2000/01 | - Дидье Дрогба — 2006/07, 2009/10 - Николя Анелька — 2008/09 |

Гол месяца английской Премьер-лиги
Следующие игроки были признаны авторами лучшего гола месяца английской Премьер-лиги, выступая за «Челси»:

| - Педро — ноябрь 2016, апрель 2017 - Эден Азар — февраль 2017, апрель 2019 - Виллиан — январь 2018 | - Матео Ковачич — январь 2022 - Коул Палмер — апрель 2024, август 2024 - Николас Джексон — октябрь 2024 |

Лучшие бомбардиры Кубка обладателей кубков УЕФА
Следующие игроки стали лучшими бомбардирами Кубка обладателей кубков УЕФА, выступая за «Челси»:
- Питер Осгуд — 1971/72

Лучшие бомбардиры Лиги Европы УЕФА
Следующие игроки стали лучшими бомбардирами Лиги Европы УЕФА, выступая за «Челси»:
- Оливье Жиру — 2018/19

Приз Алана Хардекера
Следующие игроки стали обладателями приза Алана Хардекера, выступая за «Челси»:
- Деннис Уайз — 1998
- Джон Терри — 2005, 2015
- Дидье Дрогба — 2007

Гол сезона в чемпионате Англии по версии BBC Sport
Следующие игроки были признаны авторами лучшего гола сезона чемпионата Англии по версии BBC Sport, выступая за «Челси»:
- Питер Осгуд — 1972/73

Гол месяца в английской Премьер-лиги по версии BBC Sport
Следующие игроки были признаны авторами лучшего гола месяца английской Премьер-лиги по версии BBC Sport, выступая за «Челси»:

| - Джанфранко Дзола — февраль 1997, апрель 1997 - Густаво Пойет — август 1999 - Марио Станич — август 2000 - Джимми Флойд Хассельбайнк — февраль 2001 - Эйдур Гудьонсен — январь 2003 - Арьен Роббен — декабрь 2004 - Дидье Дрогба — октябрь 2009 | - Эшли Коул — январь 2010 - Алекс — октябрь 2010 - Андре Шюррле — август 2014 - Эден Азар — май 2016, февраль 2017 - Матео Ковачич — январь 2022 - Николас Джексон — октябрь 2024 |

Золотой мяч тренера года в Европе по версии Onze Mondial
Следующие тренеры получили Золотой мяч тренера года в Европе по версии Onze Mondial, выступая за «Челси»:
- Жозе Моуринью — 2005

Лучший футбольный тренер года по версии ФИФА
Следующие тренеры были признаны лучшими футбольными тренерами года по версии ФИФА, выступая за «Челси»:
- Томас Тухель — 2021

Тренер года по версии ФИФА
Следующие тренеры были признаны тренерами года по версии ФИФА, выступая за «Челси»:
- Томас Тухель — 2021

Тренер года по версии УЕФА
Следующие тренеры были признаны тренерами года по версии УЕФА, выступая за «Челси»:
- Томас Тухель — 2021

Тренер сезона английской Премьер-лиги
Следующие тренеры были признаны тренерами сезона английской Премьер-лиги, выступая за «Челси»:
- Жозе Моуринью — 2004/05, 2005/06, 2014/15
- Антонио Конте — 2016/17

Тренер месяца английской Премьер-лиги
Следующие тренеры были признаны тренерами месяца английской Премьер-лиги, выступая за «Челси»:

| - Клаудио Раньери — сентябрь 2003, март 2004 - Жозе Моуринью — ноябрь 2004, январь 2005, март 2007 - Аврам Грант — апрель 2008 - Карло Анчелотти — ноябрь 2009, август 2010, март 2011, апрель 2011 - Рафаэль Бенитес — апрель 2013 | - Антонио Конте — октябрь 2016, ноябрь 2016, декабрь 2016 - Фрэнк Лэмпард — октябрь 2019 - Томас Тухель — март 2021, октябрь 2021 - Энцо Мареска — сентябрь 2024 |

Тренер года по версии Ассоциации тренеров лиги
Следующие тренеры были признаны тренерами года по версии Ассоциации тренеров лиги, выступая за «Челси»:
- Антонио Конте — 2017

Premier League / Premiership Divisional Award по версии Ассоциации тренеров лиги
Следующие тренеры были награждены премиями Premier League / Premiership Divisional Award по версии Ассоциации тренеров лиги, выступая за «Челси»:
- Жозе Моуринью — 2005, 2006, 2015
- Антонио Конте — 2017

Лучший тренер года в Кубке Англии по версии Ассоциации тренеров лиги
Следующие тренеры были признаны лучшими тренерами года в Кубке Англии по версии Ассоциации тренеров лиги, выступая за «Челси»:
- Роберто Ди Маттео — 2012

Специальная награда за заслуги по версии Ассоциации тренеров лиги
Следующие тренеры были награждены премиями специальными наградами за заслуги по версии Ассоциации тренеров лиги, выступая за «Челси»:
- Роберто Ди Маттео — 2013

Футбольный тренер года в Германии
Следующие тренеры были признаны футбольными тренерами года в Германии, выступая за «Челси»:
- Томас Тухель — 2021[178]

### Комментарии
1. ↑  Весенняя серия FA WSL[англ.] была промежуточным турниром и не признана официальным титулом, поскольку она не проводилась на протяжении всего сезона[143][144][145].
2. 1 2  До 1992 года высшим дивизионом английского футбола был Первый дивизион Футбольной лиги; с 1992 года им является Премьер-лига. Вторым дивизионом в иерархии футбольных лиг Англии до 1992 года был Второй дивизион, с 1992 года им является Чемпионат Футбольной лиги.